# فهرست حمله‌های تروریستی اسلام‌گرایان

" پرچم سیاه جهاد " که از اواخر دهه ۹۰ میلادی تا کنون توسط اسلام‌گرایان استفاده می‌شود

در زیر فهرستی از حمله‌های تروریستی گروه‌های اسلامگرا قرار گرفته‌است که از زمان انقلاب ۵۷ در سال ۱۹۷۹ تحت پوشش مطبوعاتی قابل توجهی قرار گرفته‌اند.

## دهه ۱۹۷۰
| مکان          | تاریخ          | شرح                               | کشته‌شدگان | مجروحان |
| ------------- | -------------- | --------------------------------- | --------- | ------- |
| عربستان سعودی | ۲۰ نوامبر ۱۹۷۹ | تصرف مسجد جامع در مکه توسط اخوان. | ۲۴۴       | ۱۸۰     |

## دهه ۱۹۸۰
| مکان    | تاریخ                      | شرح | کشته‌شدگان | مجروحان |
| ------- | -------------------------- | --- | --------- | ------- |
| لبنان   | ۲۳ اکتبر ۱۹۸۳              | | ۳۰۷       | ۷۵      |
| لبنان   | ۲۰ سپتامبر ۱۹۸۴            | بمب‌گذاری ۱۹۸۴ سفارت آمریکا در بیروت | ۲۴        | ۰       |
| اندونزی | ۲۱ ژانویه ۱۹۸۵             | معبد بودایی Borobudur در جاوه با ۹ بمب آسیب دید. | ۰         | ۰       |
| فرانسه  | دسامبر ۱۹۸۵ - سپتامبر ۱۹۸۶ | حملات پاریس در سالهای ۱۹۸۵ تا ۸۶، مجموعه ای از بیش از ده بمب‌گذاری.                                                                                                 | ۱۳        | ۲۲۵     |
| اسرائیل | ۷ ژوئیه ۱۹۸۹               | حمله انتحاری ۴۰۵ اتوبوس تل آویو اورشلیم، نزدیک کریات سالیم. | ۱۶        | ۲۷      |
| بلژیک   | ۲۷ ژوئیه ۱۹۸۰              | حمله به گروهی از ۴۰ کودک یهودی در آنتورپ، بلژیک که همراه با خانواده‌هایشان منتظر اتوبوسی بودند.                                                                     | ۱         | ۲۰      |
| بلژیک   | ۲۰ اکتبر ۱۹۸۱              | بمب‌گذاری در خارج از یک کنیسه یهودیان پرتغالی در مرکز آنتورپ، بلژیک. انفجار کمی بعد از ساعت ۹:۰۰ صبح، چند دقیقه قبل از شروع مراسم مذهبی سیمحاط تورا.                | ۳         | ۱۰۶     |
| فرانسه  | ۳ اکتبر ۱۹۸۰               | بمب‌گذاری در کنیسه رو کوپرنیک (Rue Copernic synagogue) پاریس. | ۴         | ۴۶      |
| دانمارک | ۲۲ ژوئیه ۱۹۸۵              | دو بمب در یک حمله تروریستی در کپنهاگ، دانمارک منفجر شد - یکی در نزدیکی کنیسه بزرگ و یک خانه سالمندان و مهدکودک یهودی و دیگری در دفاتر خطوط هوایی نورت‌وست ایرلاینز. | ۱         | ۲۶      |
| ترکیه   | ۶ سپتامبر ۱۹۸۶             | دو تروریست وارد کنیسه «نیوه شالوم» در استانبول شدند و با سلاح های خودکار و با مسلسل به سمت نمازگزاران شلیک کردند.                                                  | ۲۲        | ۲۴      |

## دهه ۱۹۹۰
| مکان          | تاریخ                       | شرح | کشته‌شدگان | مجروحان |
| ------------- | --------------------------- | --- | --------- | ------- |
| ایالات متحده  | ۲۶ فوریه ۱۹۹۳               | بمب‌گذاری در مرکز تجارت جهانی، در شهر نیویورک. | ۶         | ۱۰۴۲    |
| فیلیپین       | ۱۱ دسامبر ۱۹۹۴              | بمبی در پرواز شماره ۴۳۴ شرکت هواپیمایی فیلیپین که از مانیل به توکیو در حال پرواز بود منفجر می‌شود، هواپیما به سلامت در فرودگاه ناها در اوکیناوا فرود می‌آید. | ۱         | ۱۰      |
| الجزایر       | ۲۴ دسامبر ۱۹۹۴              | هواپیماربایی هواپیمای ایرفرانس پرواز ۸۹۶۹ در الجزایر توسط ۳ عضو گروه اسلامی مسلح الجزایر و یک تروریست دیگر.                                                | ۷         | ۲۵      |
| الجزایر       | ۳۰ ژانویه ۱۹۹۵              | یک بمب اتومبیل در خارج از ایستگاه پلیس منفجر شد. | ۴۲        | ۲۸۶     |
| فرانسه        | ۲۵ ژوئیه ۱۹۹۵–۱۷ اکتبر ۱۹۹۵ | یک سری حملات به سیستم‌های حمل و نقل عمومی در پاریس و لیون و یک مدرسه در لیون. آنها توسط گروه اسلامی مسلح انجام شد.                                          | ۸         | ۱۵۷     |
| هند           | ۲۰ ژوئیه ۱۹۹۵               | بمبی بر روی موتور اسکوتر در بازار جامو منفجر شد. حرکات الانصار مسئولیت بمب‌گذاری را بر عهده گرفت.                                                           | ۱۷        | ۱۰۰+    |
| مصر           | ۱۸ آوریل ۱۹۹۶               | افراد مسلح اسلامگرا به هتل اروپا در قاهره تیراندازی کردند.                                                                                                 | ۱۸        | ۱۷      |
| عربستان سعودی | ۲۵ ژوئن ۱۹۹۶                | بمب‌گذاری برج‌های خبر | ۲۰        | ۳۷۲     |
| تانزانیا      | ۷ اوت ۱۹۹۸                  | بمب‌گذاری ۱۹۹۸ سفارت ایالات متحده - بمب‌گذاری در سفارت ایالات متحده در دارالسلام و نایروبی.                                                                  | ۲۲۴       | ۴۰۰۰+   |
| کنیا          | ۷ اوت ۱۹۹۸                  | بمب‌گذاری ۱۹۹۸ سفارت ایالات متحده - بمب‌گذاری در سفارت ایالات متحده در دارالسلام و نایروبی.                                                                  | ۲۲۴       | ۴۰۰۰+   |

## دهه ۲۰۰۰

### ۲۰۰۱
| مکان         | تاریخ      | شرح | کشته‌شدگان | مجروحان |
| ------------ | ---------- | --- | --------- | ------- |
| ایالات متحده | ۱۱ سپتامبر | حملات ۱۱ سپتامبر - یک سری از چهار حمله تروریستی هماهنگ شده توسط القاعده شامل هواپیماربایی و هواپیمای مسافربری که منجر به کشته شدن ۲۹۹۶ نفر، زخمی شدن بیش از ۶۰۰۰ نفر و خسارت حداقل ۱۰ میلیارد دلاری به زیرساخت‌ها و دارایی‌ها شد. | ۲٬۹۹۶     | ۶۰۰۰+   |
| هند          | ۱۳ دسامبر  | حمله انتحاری به پارلمان هند در دهلی نو توسط سازمان‌های تروریستی اسلام‌گرای مستقر در پاکستان جیش محمد و لشکر توایبا با هدف از بین بردن رهبری عالی هند و ایجاد هرج و مرج در این کشور.                                               | ۷         | ۱۲      |

### ۲۰۰۲
| مکان    | تاریخ    | شرح | کشته‌شدگان | مجروحان |
| ------- | -------- | --- | --------- | ------- |
| اندونزی | ۱۲ اکتبر | بمب‌گذاری‌های ۲۰۰۲ بالی در بالی در منطقه توریستی کوتا در جزیره بالی اندونزی که منجر به کشته شدن ۲۰۲ نفر و زخمی شدن ۲۴۰ نفر شد. | ۲۰۲       | ۲۴۰     |

### ۲۰۰۳
| مکان          | تاریخ | شرح | کشته‌شدگان | مجروحان |
| ------------- | ----- | --- | --------- | ------- |
| عربستان سعودی | ۱ مه  | مردی با لباس نیروی دریایی سلطنتی سعودی با نفوذ به یک پایگاه آمریکایی، کشته شدن یک آمریکایی را قبل از این که بدون آسیب ببیند، نجات داد. | ۱         | ۰       |

### ۲۰۰۴
| مکان          | تاریخ          | شرح | کشته‌شدگان | مجروحان |
| ------------- | -------------- | --- | --------- | ------- |
| اسپانیا       | ۱۱ مارس        | بمب‌گذاری ۲۰۰۴ قطار مادرید. | ۱۹۲       | ۲۰۵۰    |
| عربستان سعودی | ۲۱ آوریل       | یک خودرو انفجاری در خارج از ساختمانی که در ابتدا توسط پلیس عربستان استفاده می‌شده، منفجر می‌شود.                                     | ۵         | ۱۴۸     |
| عربستان سعودی | ۸ ژوئن         | یک کارمند آمریکایی شرکت وینل در ریاض کشته شد.                                                                                      | ۱         | ۰       |
| عربستان سعودی | ۳ اوت          | یک تبعه ایرلندی در ریاض مورد اصابت گلوله قرار گرفت و کشته شد.                                                                      | ۱         | ۰       |
| روسیه         | ۱ تا ۳ سپتامبر | گروگان‌گیری در مدرسه بسلان | ۳۸۵       | ۷۸۳     |
| عربستان سعودی | ۱۵ سپتامبر     | یک تبعه انگلیس که در شرکت مارکونی کار می‌کرد در اتومبیل خود در ریاض به ضرب گلوله کشته شد.                                           | ۱         | ۰       |
| هلند          | ۲ نوامبر       | قتل تئودور ون گوگ توسط جهادیست متولد آمستردام به اسم محمد بویری.                                                                   | ۱         | ۰       |
| عربستان سعودی | ۶ دسامبر       | پنج جنگ طلب به کنسولگری آمریکا در جده حمله کردند. سه مهاجم توسط نیروهای امنیتی سعودی کشته شدند و دو مهاجم دیگر زخمی و دستگیر شدند. | ۹         | ۱۰      |

### ۲۰۰۵
| مکان     | تاریخ    | شرح | کشته‌شدگان | مجروحان |
| -------- | -------- | --- | --------- | ------- |
| انگلستان | ۷ ژوئیه  | بمب‌گذاری‌های ۷ ژوئیه ۲۰۰۵ لندن - چهار بمب‌گذار انتحاری در ساعت پیک صبح به قطارهای زیرزمینی لندن و یک اتوبوس دو طبقه حمله کردند. | ۵۲        | ۷۸۴ ~   |
| مصر      | ۲۳ ژوئیه | بمب‌گذاری‌های شرم الشیخ در سال ۲۰۰۵ - حملات بمب‌گذاری شده از طریق مناطق خرید و هتل در استراحتگاه شرم الشیک در دریای سرخ.         | ۸۸        | ۱۵۰ ~   |
| اندونزی  | ۲۹ اکتبر | بمب‌گذاری در بازار Tentena 2005 بیش از ۶۰ کشته و بیش از ۱۸۰ زخمی در طی سه حمله در بازارهای شلوغ و یک اتوبوس.                   | ۶۰        | ۱۸۰+    |
| اردن     | ۹ نوامبر | انفجارهای امان ۲۰۰۵ مجموعه ای از حملات انتحاری هماهنگ به هتل‌های امان، اردن. چهار مهاجم از جمله یک تیم زن و شوهر درگیر شدند.   | ۶۰        | ۱۱۵+    |

### ۲۰۰۶
| مکان | تاریخ    | شرح                                                                                           | کشته‌شدگان | مجروحان |
| ---- | -------- | --------------------------------------------------------------------------------------------- | --------- | ------- |
| مصر  | ۲۴ آوریل | انفجارهای ۲۰۰۶ دهاب - حملات بمب‌گذاری شده به شهر استراحتگاه دهاب مصر.                          | ۲۳        | ۸۰ ~    |
| هند  | ۱۱ ژوئیه | بمب‌گذاری قطار بمبئی در سال ۲۰۰۶: هفت انفجار بمب در مدت زمان ۱۱ دقیقه در راه‌آهن حومه در بمبئی. | ۲۰۹       | ۷۰۰+    |

### ۲۰۰۸
| مکان | تاریخ     | شرح | کشته‌شدگان | مجروحان |
| ---- | --------- | --- | --------- | ------- |
| هند  | ۲۶ ژوئیه  | بمب‌گذاری‌های احمدآباد 2008 | ۵۶        | ۲۰۰+    |
| هند  | ۲۶ نوامبر | حملات نوامبر ۲۰۰۸ در بمبئی - در یک سری حملات هماهنگ به پایتخت مالی هند، بمبئی، افراط گرایان مسلمان دست کم ۱۶۶ نفر را کشته و تعداد زیادی را زخمی کردند. دولت هند گروه مبارز مستقر در پاکستان لشکر طیبه را مقصر دانست و اظهار داشت که تروریست‌های کشته / دستگیر شده شهروندان پاکستان بودند، ادعایی که دولت پاکستان ابتدا آن را رد کرد اما پس از اثبات اثبات آن را پذیرفت. اجمل کساب، یکی از تروریست‌ها، زنده دستگیر شد. | ۱۶۶+      |         |

## سال‌های ۲۰۱۰

### ۲۰۱۰
| مکان    | تاریخ     | شرح | کشته‌شدگان | مجروحان |
| ------- | --------- | --- | --------- | ------- |
| روسیه   | ۲۹ مارس   | بمب‌گذاری ۲۰۱۰ مترو مسکو - گروه امارت قفقاز مسئولیت را بر عهده گرفت                                                               | ۴۰        | ۱۰۲     |
| پاکستان | ۲۸ مه     | حمله به مساجد احمدی لاهور، پاکستان. جنبش طالبان پاکستان ادعا کرد که حمله به دو مسجد متعلق به جامعه مسلمان احمدیه انجام شده‌است    | ۸۶        | ۴۵+     |
| پاکستان | ۱ ژوئیه   | ژوئیه ۲۰۱۰ بمب‌گذاری در لاهور، حمله ضد صوفیه، بخشی از «روند رو به رشد در میان شبه نظامیان برای هدف قرار دادن اعضای فرقه‌های دیگر». | ۴۲+       | ۱۷۵+    |
| پاکستان | ۶ اکتبر   | بمب‌گذاری انتحاری مضاعف در حرم عبدالله شاه قاضی. بخشی از یک مبارزه ضد صوفی ستیزه جویانه                                           | ۹+        | ۵۵      |
| پاکستان | ۲۵ دسامبر | یک زن انتحاری در وسط جمعیت در مرکز غذایی سازمان ملل در منطقه ای به اسم Bajaur خود را منفجر می‌کند.                                | ۱         | ۰       |

### ۲۰۱۱
| مکان   | تاریخ     | شرح                                                                                                  | کشته‌شدگان | مجروحان       |
| ------ | --------- | --- | --------- | ------------- |
| نیجریه | ۲۵ دسامبر | حملات دسامبر ۲۰۱۱ شمال نیجریه - انفجار بمب و تیراندازی در کلیساهای مادلا، جوس، گاداکا و داماتورو بود | ۴۱        | بیش از ۵۷ سال |

### ۲۰۱۲
| مکان   | تاریخ      | شرح | کشته‌شدگان | مجروحان |
| ------ | ---------- | --- | --------- | ------- |
| فرانسه | ۱۱–۲۲ مارس | تیراندازی‌های تولوز و مونتوبان - محمد مره، شهروند فرانسوی که از الجزایر خارج شده بود، به سربازان فرانسوی و بعداً کودکان و یک معلم از یک مدرسه یهودی در شهرهای مونتوبان و تولوز حمله کرد.                                                                          | ۷         | ۵       |
| روسیه  | ۳ مه       | حمله ۲۰۱۲ مخاچ‌قلعه | ۱۴        | ۱۳۰     |
| عراق   | ۱۷ دسامبر  | در ۱۷ دسامبر، دو بمب‌گذاری پی در پی اتومبیل به یک منطقه مسکونی در نزدیکی بیمارستان عمومی شهر برخورد کرد و باعث کشته شدن ۱۱ غیرنظامی و زخمی شدن ۴۵ نفر دیگر شد. این حملات بخشی از موج خشونت در سراسر کشور بود که در طی یک روز تقریباً ۱۰۰ نفر را به کام مرگ کشاند. | ۱۱        | ۴۵      |

### ۲۰۱۳
| مکان         | تاریخ      | شرح | کشته‌شدگان | مجروحان |
| ------------ | ---------- | --- | --------- | ------- |
| ایالات متحده | ۱۵ آوریل   | انفجارهای ماراتن بوستون - دو برادر، تامرلان و جووخار تسارنف، دو بمب را در نزدیکی خط پایان ماراتن بوستون در ماساچوست نصب کردند.                    | ۳         | ۱۸۳     |
| انگلستان     | ۲۲ مه      | قتل لی ریگبی در وولویچ، لندن | ۱         | ۰       |
| فرانسه       | ۲۵ مه      | حمله La Défense 2013 - یک مسلمان مسلمان با چاقو به یک سرباز فرانسوی حمله کرد. این سرباز هنگام گشت زنی در لا دفنس، هایوتس سن، ایل دوفرانس زخمی شد. | ۰         | ۱       |
| کنیا         | ۲۱ سپتامبر | تیراندازی مرکز خرید وست‌گیت کنیا در نایروبی | ۶۷        | ۱۷۵     |

### ۲۰۱۴
| مکان              | تاریخ       | شرح | کشته‌شدگان | مجروحان |
| ----------------- | ----------- | --- | --------- | ------- |
| نیجریه            | فوریه ۱۴    | قتل‌عام بورنو | ۲۰۰+      |         |
| چین               | ژوئیه ۲۸    | یک باند مسلح با چاقو و تبر به یک ایستگاه پلیس و دفاتر دولتی در شهرستان الیکسکو حمله کردند و برخی نیز به سمت شهر هوانگدی حرکت کردند و هنگام عبور به غیرنظامیان حمله کردند و وسایل نقلیه را خرد کردند.                                                                                                  | ۳۷        | ۱۳      |
| سوریه             | اوت ۲۰۱۴    | جنگجویان داعش حدود ۷۰۰ نفر را که اکثراً مرد بودند، از قبیله شعیت در استان دیرالزور کشتند. | ۷۰۰       |         |
| استرالیا          | سپتامبر ۲۳  | چاقوکشی. نعمان حیدر، یک افغان استرالیایی، در ملبورن استرالیا دو افسر مبارزه با تروریسم را با چاقو زخمی کرد. سپس به ضرب گلوله کشته شد. | ۱         | ۲       |
| روسیه             | اکتبر ۵     | بمب‌گذاری ۲۰۱۴ گروزنی | ۶         | ۱۲      |
| کانادا            | اکتبر ۲۲    | تیراندازی سال ۲۰۱۴ در پارلمان هیل، اتاوا. مهاجم تنها یک سرباز را به سمت یادبود جنگ شلیک کرد و به پارلمان حمله کرد. | ۱         | ۳       |
| ایالات متحده      | اکتبر ۲۳    | زال اچ تامسون، معروف به زعیم فاروق عبدالملک، با استفاده از یک دستگاه کلاه کشی به چهار پلیس نیویورک در مترو حمله کرد، یکی از پشت سر را به شدت زخمی کرد و یک پلیس دیگر را از ناحیه بازو مجروح کرد تا اینکه توسط باقیمانده مورد اصابت گلوله قرار گرفت. افسران، که همچنین به یک غیرنظامی تیراندازی کردند. | ۰         | ۵       |
| نیجریه            | نوامبر ۲۸   | بمب‌گذاری کانو | ۱۲۰       | ۲۶۰     |
| امارات متحده عربی | دسامبر ۱    | یک زن پوشیده از صورت بند، یک معلم ۴۷ ساله آمریکایی را در توالت سرویس بهداشتی در ابوظبی با ضربات چاقو کشته و سپس او بعداً بمبی را در خارج از منزل یک پزشک آمریکایی-مصری نصب کرد. | ۱         |         |
| روسیه             | دسامبر ۴    | درگیری ۲۰۱۴ گروزنی | ۲۶        |         |
| پاکستان           | دسامبر ۱۶   | حمله به مدرسه پیشاور ۲۰۱۴ | ۱۴۰       |         |
| یمن               | دسامبر ۱۶   | بمبگذاری‌های '۲۰۱۴ دو بمب‌گذار انتحاری اتومبیل‌های خود را به ایست بازرسی آورندند. شورشیان شیعه این بمب گذای را رد کردند. | ۲۶        |         |
| نیجریه            | دسامبر ۱۸   | آدم‌ربایی گومسوری ۲۰۱۴. شورشیان بوکو حرام ۳۲ مرد را کشتند و حداقل ۱۸۵ زن و کودک را ربودند. | ۳۲        |         |
| سوریه             | دسامبر ۱۸   | گور دسته جمعی ۲۳۰ قبیله ای کشته شده توسط داعش در شرق سوریه پیدا شد. | ۲۳۰       |         |
| فرانسه            | دسامبر ۲۰   | خنجر زدن ایستگاه پلیس تور. فردی فریاد الله اکبر با چاقو به دفتر پلیس حمله کرد. وی کشته و سه افسر پلیس زخمی شدند. | ۱         | ۳       |
| نیجریه            | دسامبر ۲۲   | شورشیان بوکو حرام یک ایستگاه اتوبوس در شهر گمبه را بمباران کردند. | ۲۰+       |         |
| عراق              | دسامبر ۲۰۱۴ | شبه نظامیان داعش ۱۵۰ زن در استان الانبار استان عراق را اعدام کردند، برخی از آنها در آن زمان باردار بودند و از ازدواج با مبارزان خود امتناع می‌ورزند. | ۱۵۰       |         |
| عراق              | دسامبر ۲۴   | یک بمب‌گذار انتحاری در مدائن، حدود ۲۵ کیلومتری جنوب بغداد، ۳۳ نفر را کشته و ۵۵ نفر را زخمی کرد. | ۳۳        | ۵۵      |
| سومالی            | دسامبر ۲۵   | حمله الشباب در موگادیشو | ۹         |         |
| کامرون            | دسامبر ۲۸   | حمله بوکوحرام به دهکده کامرون | ۳۰        |         |

### ۲۰۱۵
| مکان                | تاریخ       | شرح | کشته‌شدگان | مجروحان |
| ------------------- | ----------- | --- | --------- | ------- |
| افغانستان           | ژانویه ۵    | یک اتومبیل پر از مواد منفجره به مقر EUPOL افغانستان، یک سازمان آموزش پلیس اروپا، در کابل رسید و منفجر شد. طالبان مسئولیت را بر عهده گرفت. | ۱         | ۱۶      |
| فرانسه              | ژانویه ۷    | حملات ژانویه ۲۰۱۵ ایل-دو-فرانس و تیراندازی در دفتر شارلی ابدو - دو برادر به نام‌های سعید کواشی و شریف کواشی به زور وارد دفتر روزنامه هفتگی طنز فرانسه شارلی ابدو در پاریس شدند. آنها مسلح به تفنگ و سلاح‌های دیگر، ۱۲ نفر را کشتند و ۱۱ نفر را زخمی کردند.                                                   | ۱۲        | ۱۱      |
| عراق                | ژانویه ۶    | در حالی که سربازان عراق در حال استراحت بودند، دو بمب‌گذار انتحاری به مسجدی در شهر الجببه حمله کردند و ۱۰ سرباز به علاوه دو مهاجم را کشتند. درگیری‌ها به دنبال بمب‌گذاری باعث کشته شدن ۱۳ کارمند امنیتی و زخمی شدن ۲۱ نفر شد.                                                                                  | ۲۵        | ۲۱      |
| نیجریه              | ژانویه ۸    | کشتار باگا ۲۰۱۵ - جهادگر بوکوحرام در شمال نیجریه حداقل ۲۰۰ نفر را کشتند. ۲۰۰۰ نفر دیگر حساب نشد. | ۲۰۰+      | –       |
| پاکستان             | ژانویه ۳۰   | یک بمب‌گذار انتحاری دست کم ۵۵ کشته و حداقل ۵۹ مجروح در مسجد شیعیان در جنوب پاکستان داشت. | ۵۵+       | ۵۹+     |
| فرانسه              | فوریه ۳     | مردی که چاقویی به دست داشت، موسی کولیبالی نام داشت، به سه سرباز حمله کرد و از یک مرکز جامعه یهودیان در نیس محافظت کرد. | ۰         | ۲       |
| پاکستان             | فوریه ۱۳    | شبه نظامیان به شدت مسلح پس از حمله به مسجد شیعیان در نماز جمعه در حومه پیشاور، دست کم ۱۹ نفر را کشته و بیش از ۴۰ نفر را زخمی کردند. | ۱۹        | ۴۰+     |
| دانمارک             | فوریه ۱۴–۱۵ | تیراندازی ۲۰۱۵ کپنهاگ - یک فرد مسلح به سمت کافه Krudttoenden و بعداً در کنیسه بزرگ در کپنهاگ آتش گشود و باعث کشته شدن دو غیرنظامی و زخمی شدن پنج نفر دیگر شد. | ۲         | ۵       |
| پاکستان             | مارس ۱۵     | در حمله به دو کلیسا در لاهور، بمب‌گذاران انتحاری دست کم ۱۵ نفر را کشتند. | ۱۵        |         |
| تونس                | مارس ۱۸     | حمله به موزه ملی باردو. ستیزه‌جویان وابسته به دولت اسلامی عراق و شام (داعش) با اسلحه به موزه ملی باردو حمله کردند و ۲۱ نفر را کشتند و حدود ۵۰ نفر را زخمی کردند. | ۲۱        | ۵۰+     |
| یمن                 | مارس ۲۰     | بمب‌گذاری در مسجد صنعا در سال ۲۰۱۵. ۱۳۵ نفر در بمباران چندین مسجد توسط داعش کشته شدند. | ۱۳۵       |         |
| لیبی                | مارس ۲۵     | وابستگان داعش، یک بمب‌گذاری انتحاری در شهر بنغازی لیبی انجام دادند. دوازده نفر کشته و ۲۵ نفر زخمی شدند. همچنین پنج کشته اضافی در هنگام حملات با یک شبه نظامی محلی به وجود آمد. | ۱۲        | ۲۵      |
| کنیا                | آوریل ۲     | حمله به دانشگاه گاریسا - قبل از تعطیلات آخر هفته عید پاک ۱۴۸ نفر - که بیشتر آنها دانشجوی مسیحی بودند - در الشباب کشته شدند. | ۱۴۸       |         |
| عربستان سعودی       | آوریل ۸     | در شهر ریاض دو پلیس به ضرب گلوله کشته می‌شوند. داعش را عامل این حمله می‌دانند. | ۲         |         |
| عراق                | آوریل ۱۷    | یک سری بمب‌گذاری توسط داعش از طریق بغداد اتفاق افتاد. ۴۰+ بیش از ۵۹ نفر را مجروح کرد | ۴۰+       | ۵۹+     |
| عراق                | آوریل ۱۷    | یک بمب خودرویی در ورودی کنسولگری ایالات متحده در اربیل عراق منفجر شد. داعش این حمله را به عهده گرفت. ۳ کشته ۵ زخمی. | ۳         | ۵       |
| افغانستان           | آوریل ۱۸    | یک بمب انتحاری در مقابل یک بانک در جلال‌آباد منفجر شد. داعش مسئولیت را بر عهده می‌گیرد. ۳۳ نفر ۱۰۰+ زخمی را کشتند. | ۳۳        | ۱۰۰+    |
| سومالی              | آوریل ۲۰    | یک مینی ون کارگر سازمان ملل توسط الشباب در منطقه پونتلند سومالی بمب‌گذاری شد. ۹ کشته ۴ مجروح. | ۹         | ۴       |
| بوسنی و هرزگوین     | آوریل ۲۷    | یک اسلام‌گرای تندرو به سمت ایستگاه پلیس در شهر زورنیک در بوسنی و هرزگوین تیراندازی کرد. یک افسر پلیس کشته شد، دو نفر دیگر زخمی شدند و مهاجم توسط پلیس کشته شد. | ۲         | ۲       |
| عراق                | مه ۳        | دو ماشین بمب‌گذاری شده با فاصله ده دقیقه در بغداد، عراق منفجر شد. نوزده کشته و تعداد ناشناخته ای زخمی شدند. داعش مسئولیت این حملات را بر عهده گرفت. | ۱۹        |         |
| ایالات متحده آمریکا | مه ۳        | در جریان نمایشگاه کارتون «قرعه کشی محمد» در گارلند، تگزاس، دو فرد مسلح به مرکز کورتیس کالول حمله کردند. ۲ کشته (عامل) ۱ زخمی. | ۲         | ۱       |
| افغانستان           | مه ۳        | شبه نظامیان طالبان بر ایست‌های بازرسی در وردوج غلبه کردند و در نتیجه ۱۷ پلیس کشته شدند. | ۱۷        |         |
| افغانستان           | مه ۴        | یک کامیون دولتی در کابل مورد حمله یک بمب‌گذار انتحاری قرار گرفت که منجر به کشته شدن یک نفر و زخمی شدن ۱۵ نفر دیگر شد. | ۱         | ۱۵      |
| عراق                | مه ۱۰       | دو خودروی بمب‌گذاری شده با فاصله ده دقیقه در بغداد، عراق و شهرهای اطراف تاجی و طارمیه منفجر شد. داعش مسئولیت را بر عهده می‌گیرد. ۱۴ نفر کشته و ۳۰ نفر زخمی شدند. | ۱۴        | ۳۰      |
| افغانستان           | مه ۱۰       | یک اتوبوس حامل کارمندان دولت افغانستان توسط یک بمب‌گذار انتحاری در کابل مورد حمله قرار گرفت و ۳ نفر کشته و ۱۰ نفر زخمی شدند. | ۳         | ۱۰      |
| پاکستان             | مه ۱۳       | یک اتوبوس حامل مسلمانان شیعه مورد حمله شش فرد مسلح سوار بر موتورسیکلت قرار گرفت چندین گروه اسلامگرا مسئولیت را بر عهده گرفتند. ۴۵ کشته ۱۳ مجروح. | ۴۵        | ۱۳      |
| افغانستان           | مه ۱۴       | هتلی که میزبان یک رویداد فرهنگی بود، مورد حمله جنگجویان طالبان در کابل قرار گرفت و ۱۴ کشته برجای گذاشت از جمله یک آمریکایی، ایتالیایی و ۴ هندی. | ۱۴        |         |
| افغانستان           | مه ۱۷       | حمله انتحاری طالبان در نزدیکی ورودی فرودگاه بین‌المللی حامد کرزی که یک وسیله نقلیه آموزشی پلیس اروپا را هدف قرار داده‌است. ۳ کشته ۱۸ مجروح. | ۳         | ۱۸      |
| افغانستان           | مه ۱۹       | یک بمب‌گذاری انتحاری با اتومبیل در پارکینگ ساختمان وزارت دادگستری در بخش دیپلماتیک کابل منفجر شد و منجر به کشته شدن ۴ نفر زخمی ۴۲ نفر شد. | ۴         | ۴۲      |
| لیبی                | مه ۲۱       | یک بمب‌گذار انتحاری مواد منفجره خود را در یک ایست بازرسی نظامی خارج از مصراته منفجر کرد و خود و دو نگهبان را کشت. | ۳         |         |
| عربستان سعودی       | مه ۲۲       | یک بمب‌گذار انتحاری هنگام نماز در روستای القدیه به یک مسجد شیعه حمله کرد. داعش مسئولیت این حمله را بر عهده گرفت. ۲۱ کشته +۹۰ زخمی | ۲۱        | ۹۰+     |
| افغانستان           | مه ۲۵       | شبه نظامیان طالبان ۱۹ پلیس و شش سرباز را هنگام محاصره در محوطه پلیس در منطقه نوزاد افغانستان به قتل رساندند. | ۲۵        |         |
| کنیا                | مه ۲۶       | شبه نظامیان الشباب به دو گشت پلیس حمله کردند که در شمال گاریسا به یک درگیری مسلحانه تبدیل شد، ۵ افسر پلیس زخمی شدند اما آنها توانستند هر دو مهاجم را بکشند. | ۲         | ۵       |
| عراق                | مه ۲۸       | چند ماشین بمب‌گذاری شده با فاصله چند دقیقه با هدف هتل Cristal Grand Ishtar و بابل بود. ۱۰ کشته و ۳۰ زخمی. | ۱۰        | ۳۰      |
| عربستان سعودی       | مه ۲۹       | یک بمب‌گذار انتحاری به یک مسجد شیعه در دمام حمله کرد که بمب را در پارکینگ منفجر کرد. ۴ کشته، مجروح ناشناخته | ۴         |         |
| عراق                | ژوئن ۱      | سه بمب‌گذار انتحاری در هومو به ایستگاه پلیس عراق در منطقه Tharthar در استان شمال الانبار حمله کردند. ۴۱ کشته، ۶۳ زخمی. | ۴۱        | ۶۳      |
| ترکیه               | ژوئن ۵      | بمب‌گذاری در راهپیمایی‌های ۲۰۱۵ دیاربکر - بمب‌گذاری دوقلو در راهپیمایی حزب دموکراتیک خلق‌ها. ۴ کشته، بیش از ۱۰۰ زخمی. | ۴         | ۱۰۰+    |
| عراق                | ژوئن ۱۳     | چهار بمب اتومبیل SUV انتحاری در یک ایستگاه پلیس عراق در حجاج در نزدیکی تکریت و بیجی منفجر شد. ۱۱ کشته، ۲۷ زخمی. | ۱۱        | ۲۷      |
| کویت                | ژوئن ۲۶     | بمب‌گذاری ۲۰۱۵ مسجد کویت –بمب‌گذاری انتحاری در مسجدی شیعه در منطقه Sharg در کویت، پایتخت کشور. | ۲۷        | ۲۲۷     |
| فرانسه              | ژوئن ۲۶     | حمله تروریستی سن کانتن فالاویر –در یک کارخانه در نزدیکی لیون، یک نفر سر را برید و با پرچم‌های عربی و پرچم‌های اسلام گرایان بر میله‌های محل قتل گذاشت. او به کپسول‌های گاز با ماشین کوباند و باعث آتش‌سوزی شد. ۱ کشته، ۱۱ زخمی.                                                                                  | ۱         | ۱۱      |
| تونس                | ژوئن ۲۶     | حملات سوسه ۲۰۱۵ – یک فرد مسلح به نام سیف الدین رزگی به هتلی حمله کرد که گردشگران اروپایی را در آنجا اقامت داشتند. | ۳۸        | ۳۹      |
| نیجریه              | ژوئن ۲۶–۳۰  | بوکوحرام در حین شلیک و بمباران روستاها، مساجد و سایر فضاهای عمومی حداقل ۲۰۰ نفر را می‌کشد. | ۲۰۰       |         |
| نیجریه              | ژوئیه ۵     | منفجر شدن دو بمب در یک رستوران و مسجد نخبه باعث کشته شدن حداقل ۱۵ نفر در جوس شد. | ۱۵+       |         |
| نیجریه              | ژوئیه ۷     | بمبی در یک دفتر دولتی در زاریا منفجر شد و منجر به کشته شدن ۲۰ نفر شد. | ۲۰        |         |
| کامرون              | ژوئیه ۱۳    | ۲ بمب‌گذار انتحاری در یک میله در شهر Fotokol منفجر شد و ۱۳ نفر را از جمله یک سرباز اهل چاد که در انفجار دوم کشته شد، کشته شدند. | ۱۵        |         |
| ایالات متحده        | ژوئیه ۱۶    | یک غیرنظامی به سمت دو تأسیسات نظامی در چاتانوگا، تنسی آتش گشود و باعث کشته شدن ۵ پرسنل نظامی شد. | ۵         |         |
| نیجریه              | ژوئیه ۱۷    | دو شهر نیجریه توسط دو بمب‌گذار انتحاری مورد حمله قرار گرفتند و ۶۲ نفر کشته شدند. | ۶۲        |         |
| ترکیه               | ژوئیه ۲۰    | بمب‌گذاری سوروچ ۲۰۱۵ - در انفجار انتحاری ۳۳ نفر کشته و ۱۰۴ نفر زخمی شدند. داعش مسئولیت را بر عهده گرفت. | ۳۳        | ۱۰۴     |
| نیجریه              | ژوئیه ۲۲    | انفجارهای پی در پی در دو ایستگاه اتوبوس در گمبه باعث کشته شدن حدود ۴۰ نفر شد. | ۴۰        |         |
| کامرون              | ژوئیه ۲۶    | یک بمب‌گذار انتحاری حداقل ۱۴ نفر را در یک کلوپ شبانه معروف در Maruoa کشته‌است، فقط سه روز پس از آن که ۲ بمب‌گذار انتحاری ۲۰ نفر را در همان شهر کشتند. | ۱۵        |         |
| هند                 | ژوئیه ۲۷    | حمله ۲۰۱۵ گرداسپور - سه تروریست اسلامی از پاکستان که از کشمیر هند با لباس نظامی، به ایستگاه پلیس دینا ناگار در منطقه گورداسپور پنجاب هند حمله کردند. این حمله منجر به کشته شدن ۳ پلیس، ۴ غیرنظامی و ۱۵ نفر دیگر زخمی شد. هر ۳ مهاجم توسط نیروهای امنیتی هند کشته شدند.                                     | ۱۰        | ۱۵      |
| نیجریه              | اوت ۱۱      | در اثر انفجار در یک بازار شلوغ در شهر صابون گاری، ۴۷ نفر کشته می‌شوند. | ۴۷        |         |
| عراق                | اوت ۱۳      | بمب‌گذاری کامیونی ۲۰۱۵ بازار بغداد - یک کامیون بمبی در بازار بغداد بیش از ۷۰ کشته و ۲۰۰ زخمی برجای گذاشت. | ۷۰+       | ۲۰۰     |
| فرانسه              | اوت ۲۱      | حمله به قطار تالیس ۲۰۱۵ - تیراندازی و خنجر زدن در قطاری که از آمستردام به پاریس در حال حرکت است، باعث زخمی شدن ۵ نفر می‌شود. از نظر پلیس فرانسه این حادثه یک حمله تروریستی اسلامگرا است. | ۰         | ۵       |
| نیجریه              | اوت ۲۸–۳۰   | اعضای بوکو حرام ۷۹ نفر را در ۳ روستای مختلف نیجریه کشتار می‌کنند. ۶۸ نفر به تنهایی در روستای بانو کشته شدند. | ۷۹        |         |
| نیجریه              | سپتامبر ۱۰  | انفجار در یک اردوگاه پناهجویان برای افرادی که از بوکو حرام فرار می‌کنند حداقل ۲ کشته به همراه دارد. | ۲         |         |
| عراق                | سپتامبر ۱۷  | در دو بمب‌گذاری انتحاری در بغداد ۱۰ نفر کشته و ۵۵ نفر زخمی شدند. داعش مسئولیت آن را بر عهده گرفت. | ۱۲        | ۵۵      |
| آلمان               | سپتامبر ۱۷  | Rafik Y، یک اسلامگرا از عراق، در برلین با یک چاقو به یک افسر پلیس حمله کرد و او را مجروح کرد. ۱ زخمی، ۱ کشته | ۱         | ۱       |
| نیجریه              | سپتامبر ۲۱  | دست کم ۵۴ نفر در اثر انفجارهای متعدد در نیجریه کشته شدند. | ۵۴        |         |
| یمن                 | سپتامبر ۲۴  | هنگام بمب‌گذاری در مسجد شیعیان صنعا در نماز عید قربان ۲۵ نفر کشته و ده‌ها نفر دیگر زخمی شدند. گفته می‌شود داعش حمله را انجام داده‌است. | ۲۵        |         |
| بنگلادش             | سپتامبر ۲۹  | سه مرد موتور سوار یک امدادگر ایتالیایی را به ضرب گلوله کشتند. گفته می‌شود داعش حمله را انجام داده‌است. | ۱         |         |
| نیجریه              | اکتبر ۱     | چندین بمب‌گذاری انتحاری توسط بوکوحرام در شمال شرقی نیجریه باعث کشته شدن ۱۴ نفر (از جمله بمب‌گذاران) و ۳۹ زخمی شد. | ۱۴        | ۳۹      |
| اسرائیل             | اکتبر ۱     | افراد مسلح به سمت اتومبیل در نزدیکی نابلس در شمال کرانه باختری تیراندازی کردند و یک زن و مرد کشته شدند. ۴ فرزند از ۶ فرزند آنها نیز در اتومبیل بودند و شاهد حمله بودند، اما آسیب ندیدند. | ۲         |         |
| استرالیا            | اکتبر ۲     | یک کارمند غیرنظامی نیروی پلیس در خارج از مقر نیروهای پلیس در خیابان چارلز، پاراماتا، سیدنی توسط یک فرد مسلح ۱۵ ساله به ضرب گلوله کشته شد. پس از آن فرد مسلح قبل از کشته شدن، با یک نفر ویژه پلیس درگیر شد و قبل از کشته شدن، ۲ نفر کشته شدند.                                                              | ۴         |         |
| بنگلادش             | اکتبر ۳     | یک مرد ژاپنی به ضرب گلوله کشته شد و به شیوه ای مشابه با یک امدادگر ایتالیایی که ۴ روز قبل کشته شدند. گفته می‌شود داعش حمله را انجام داده‌است. | ۱         |         |
| عراق                | اکتبر ۳     | در بغداد، دو بمب‌گذاری انتحاری در محله‌های اکثریت شیعه باعث کشته شدن حداقل ۱۸ نفر و زخمی شدن ۶۱ نفر شد. گفته می‌شود داعش حمله را انجام داده‌است. | ۲۰        | ۶۱      |
| افغانستان           | اکتبر ۵     | دو انفجار انتحاری در کابل یک مرکز اطلاعاتی افغانستان را هدف قرار داد. در این حمله، به ادعای طالبان، ۳ نفر زخمی شدند. | ۲         | ۳       |
| سومالی              | اکتبر ۷     | ستیزه‌جویان الشباب برادرزاده رئیس‌جمهور سومالی، حسن شیخ محمد را کمین کرده و او را کشتند. ۲ نفر کشته شدند. | ۲         |         |
| ترکیه               | اکتبر ۱۰    | در بمب‌گذاری‌های ۲۰۱۵ آنکارا ۱۰۲ نفر کشته و بیش از ۴۰۰ نفر دیگر زخمی شدند. به گفته دو منبع عالی‌رتبه در نیروهای امنیتی ترکیه احتمالاً داعش مسئول این امر است. | ۱۰۲       | ۴۰۰+    |
| چاد                 | اکتبر ۱۰    | چندین بمب‌گذاری انتحاری در چاد باعث کشته شدن ۳۳ نفر و زخمی شدن ۵۱ نفر شد. اعتقاد بر این است که این حمله کار بوکو حرام بوده‌است. | ۳۳        | ۵۱      |
| افغانستان           | اکتبر ۱۱    | حمله بمبی در کابل، با هدف قرار دادن کاروان نظامی انگلیس، ۷ غیرنظامی افغان را زخمی کرد. این حمله توسط طالبان ادعا شده‌است. | ۰         | ۷       |
| نیجریه              | اکتبر ۲۲    | در حمله بوکوحرام، ۲۰ نفر در ایالت شمال شرقی بورنو، نیجریه کشته شدند. | ۲۰        |         |
| نیجریه              | اکتبر ۲۳    | دو مسجد جداگانه توسط بمب‌گذاران انتحاری مورد حمله قرار گرفتند و ۴۲ نفر در نیجریه کشته شدند. | ۴۲        |         |
| نیجر                | اکتبر ۲۸    | ستیزه‌جویان بوکوحرام به روستایی در نیجر حمله کردند و ۱۳ نفر را با شلیک گلوله به آتش کشیدند و ادعا کردند که در جریان حمله، خانه‌ها و اتومبیل‌ها را آتش زده‌اند. | ۱۳        |         |
| مصر                 | اکتبر ۳۱    | پرواز شماره ۹۲۶۸ کاگالیماویا، هواپیما را در سینا به مقصد سن پترزبورگ پایین می‌آورد و ۲۲۴ نفر را به قتل رساند. | ۲۲۴       |         |
| لبنان               | نوامبر ۱۲   | حملات بیروت ۲۰۱۵ باعث کشته شدن ۴۲ نفر در پایتخت بیروت شد. | ۴۲        |         |
| فرانسه              | نوامبر ۱۳   | حملات نوامبر ۲۰۱۵ پاریس - آنها ۱۳۷ نفر را کشتند و ۳۶۸ نفر را زخمی کردند. این رویداد شامل یک سری حملات هماهنگ بود که شامل تیراندازی گسترده و بمبگذاری‌های انتحاری بود. این حادثه مهلک‌ترین واقعه در خاک فرانسه از زمان جنگ جهانی دوم به‌شمار می‌رود.                                                            | ۱۳۷       | ۳۶۸     |
| عراق                | نوامبر ۱۳   | یک بمب‌گذار انتحاری دست کم ۲۱ نفر را در مراسم تشییع جنازه شیعه کشت. | ۲۱        |         |
| فلیپین              | نوامبر ۱۷   | ابوسیاف در جنوب فیلیپین یک تبعه مالزی را سر برید. | ۱         |         |
| نیجریه              | نوامبر ۱۷   | یک حمله انتحاری در بازاری در یولا بیش از ۳۰ کشته و بیش از ۸۰ نفر در بیمارستان بستری کرد. تصور می‌شود این حمله کار بوکو حرام باشد. | ۳۰+       | ۸۰+     |
| بوسنی و هرزگوین     | نوامبر ۱۸   | یک اسلامگرا تنها در سارایوو دو سرباز را کشت و غیرنظامیان را مجروح کرد. ۳ کشته ۵ مجروح. | ۳         | ۵       |
| نیجریه              | نوامبر ۱۸   | دو انفجار در بازار تلفن در کانو رخ داد که منجر به کشته شدن حداقل ۱۵ نفر و زخمی شدن بیش از ۱۰۰ نفر شد. بوکو حرام مظنون به انجام این حمله است. | ۱۵        | ۱۰۰+    |
| عراق                | نوامبر ۲۰   | یک بمب‌گذار انتحاری در داخل یک مسجد شیعه منفجر شد و باعث کشته شدن ۱۰ نفر شد، بمب‌گذاری‌های دیگر در منطقه باعث کشته شدن ۵ نفر دیگر شد. | ۱۱        | ۵       |
| کامرون              | نوامبر ۲۱   | بمب‌گذاران انتحاری وابسته به بوکوحرام حداقل ۱۰ نفر را در شمال کامرون کشتند. | ۱۰        |         |
| نیجریه              | نوامبر ۲۲   | ۸ نفر در میان زنان و کودکان وقتی یک بمب‌گذار انتحاری زن خود را منفجر می‌کند | ۸         |         |
| تونس                | نوامبر ۲۴   | دست کم ۱۴ نفر در یک بمب‌گذاری در اتوبوس در تونس، پایتخت تونس کشته شدند. داعش مسئولیت این حمله را که یک اتوبوس منتقل کننده اعضای گارد ریاست جمهوری بود، بر عهده گرفت. | ۱۴        | ۱۱      |
| مصر                 | نوامبر ۲۴   | در حمله نوامبر ۲۰۱۵ در سینا که یک روز پس از بسته شدن دور دوم انتخابات پارلمانی رخ داد، ستیزه‌جویان به یک قاضی انتخابات در هتل‌های مسکونی در استان العریش مرکز استان در شمال سینای مصر حمله کردند. ۷ کشته، ۱۰+ زخمی                                                                                           | ۷         | ۱۰+     |
| نیجر                | نوامبر ۲۵   | بوکو حرام به یک دهکده حمله می‌کند و بی هدف ساکنان را شلیک می‌کند و همچنین موشک شلیک می‌کند و ۱۸ کشته می‌شود. | ۱۸        |         |
| نیجریه              | نوامبر ۲۷   | ۲۱ کشته در حمله انتحاری بوکو حرام به موکب شیعه در نیجریه | ۲۲        |         |
| مصر                 | نوامبر ۲۸   | افراد مسلح اسلامگرا در حمله به ایست بازرسی پلیس در سقاره چهار پرسنل امنیتی را کشتند. ۴ مرده | ۴         |         |
| مالی                | نوامبر ۲۸   | ستیزه‌جویان با موشک به پایگاه نیروهای حافظ صلح MINUSMA در شمال مالی پرداختند. انصار دین مسئولیت را بر عهده گرفت. ۳ کشته، ۲۰ زخمی. | ۳         | ۲۰      |
| ایالات متحده        | دسامبر ۲    | در تیراندازی ۲۰۱۵ سن برناردینو، زوج متأهل رضوان فاروک و تاشفین مالک در یک قتل‌عام که FBI به عنوان «اقدام تروریستی» در حال تحقیق بود، ۱۴ نفر را به ضرب گلوله کشته و ۲۲ نفر را زخمی کرد. | ۱۴        | ۲۲      |
| چاد                 | دسامبر ۵    | چهار زن انتحاری انتحاری از گروه اسلامگرای مبارز بوکوحرام به جزیره کولفوآ در دریاچه چاد در یان چاد حمله کردند و حداقل ۱۵ نفر را کشته و ۱۳۰ نفر را زخمی کردند. | ۱۹        | ۱۳۰+    |
| یمن                 | دسامبر ۶    | فرماندار شهر بندری عدن در یمن، جعفر محمد سعد، در یک حمله خودرو بمب‌گذاری کشته شد. داعش ادعای این ترور را کرد. | ۱         |         |
| افغانستان           | دسامبر ۸    | در حملات فرودگاه قندهار در سال ۲۰۱۵، چندین عضو طالبان به فرودگاه قندهار و مناطق اطراف آن حمله کردند. ۷۰+ کشته، ۳۵ زخمی. | ۷۰+       | ۳۵      |
| مصر                 | دسامبر ۸    | یک وسیله انفجاری توسط اسلام گرایان که یک کاروان نظامی را هدف قرار داده بودند، در شهر رفح منفجر شد. ۴ کشته ۴ مجروح. | ۴         | ۴       |
| عراق                | دسامبر ۹    | یک بمب‌گذار انتحاری مواد منفجره خود را در درب مسجد شیعیان منفجر کرد. ۱۱+ کشته ۲۰ مجروح | ۱۱+       | ۲۰      |
| افغانستان           | دسامبر ۱۱   | در حمله به سفارت اسپانیا در سال ۲۰۱۵ در کابل، شبه نظامیان طالبان یک بمب اتومبیل را منفجر کردند و به یک مهمانسرا در نزدیکی سفارت اسپانیا حمله کردند. ۶ کشته، چندین زخمی. | ۶         |         |
| سوریه               | دسامبر ۱۱   | در بمب‌گذاری‌های تل تمر (۲۰۱۵) سه بمب کامیونی توسط داعش در شهر تل تامر منجر به کشته شدن ۶۰ نفر و زخمی شدن بیش از ۸۰ نفر شد. | ۶۰        | ۸۰      |
| عراق                | دسامبر ۱۲   | یک ستیزه‌جوی مواد منفجره خود را در یک کامیون در یک موقعیت عراق در نزدیکی مرز عربستان منفجر کرد. ۶ کشته، ۱۴ زخمی. | ۶         | ۱۴      |
| نیجریه              | دسامبر ۱۳   | اسلام گرایان بوکوحرام، دست کم برخی از آنها با استفاده از قلاب سنگ، به ساکنان روستاهای واروارا، منگاری و بورا شیکا حمله کردند. ۳۰ کشته و ۲۰ زخمی | ۳۰        | ۲۰      |
| افغانستان           | دسامبر ۲۱   | یک بمب‌گذار انتحاری با موتور سیکلت شش کشته و سه زخمی در کابل در نزدیکی میدان هوایی بگرام داشت. | ۷         | ۳       |
| نیجریه              | دسامبر ۲۶   | افراد مسلح بوکو حرام با یورش به روستای کیمبا در شمال نیجریه، به سوی ساکنان آتش گشودند و خانه‌های آنها را به آتش کشیدند. ۱۴+ کشته. | ۱۴+       |         |
| افغانستان           | دسامبر ۲۸   | یک بمب‌گذار انتحاری طالبان در حمله به جاده ای نزدیک مدرسه نزدیک فرودگاه بین‌المللی کابل حداقل یک نفر را کشته و ۳۳ نفر را زخمی کرد. | ۲         | ۳۳      |
| نیجریه              | دسامبر ۲۸   | چهارده زن انتحاری اسلامگرا در سنین ۱۲ تا ۱۸ سالگی اقدام به حمله همزمان به شهر میدوگوری کردند. هفت نفر از بمب افکن‌ها توسط نیروهای نیجریه مورد اصابت گلوله قرار گرفتند در حالی که سه نفر موفق به فرار و انفجار خود در منطقه عمومی بادری و نزدیک مسجدی شدند، در این حمله ۲۶ نفر کشته و ۸۵ نفر دیگر زخمی شدند. | ۳۶        | ۸۵      |
| پاکستان             | دسامبر ۲۹   | یک بمب‌گذار انتحاری مواد منفجره خود را در ورودی یک شعبه منطقه ای از اداره ملی ثبت و ثبت اطلاعات در شمال غربی شهر Mardan، پاکستان منفجر کرد. در این انفجار ۲۶ نفر کشته و بیش از ۵۰ نفر زخمی شدند. | ۲۷        | ۵۰+     |
| روسیه               | دسامبر ۲۹   | یک فرد مسلح به سوی گروهی از ساکنان محلی که در حال بازدید از یک سکوی مشاهده در قلعه دربند، داغستان، جنوب روسیه بودند، آتش گشود و یک نفر را کشته و زخمی کرد. ۱۱ مجروح. | ۱         | ۱۱      |

### ۲۰۱۶
| مکان         | تاریخ         | شرح | کشته‌شدگان | مجروحان |
| ------------ | ------------- | --- | --------- | ------- |
| افغانستان    | ژانویه ۱      | یک بمب‌گذار انتحاری طالبان خود را در یک رستوران فرانسوی به نام 'Le Jardin' در کابل منفجر کرد. ۲ کشته ۱۵ مجروح. | ۲         | ۱۵      |
| هند          | ژانویه ۲      | در حمله Pathankot 2016 شبه نظامیان جیش محمد به یک پایگاه هوایی هند حمله کردند که ۷ نفر از نیروهای امنیتی را کشته‌است. چند مجروح | ۷         |         |
| عراق         | ژانویه ۳      | پنج بمب‌گذار انتحاری اسلامگرا به یک پایگاه نظامی عراق حمله کردند. ۱۵ کشته و ۲۲ زخمی. | ۱۵        | ۲۲      |
| افغانستان    | ژانویه ۴      | یک ستیزه‌جو قبل از انفجار یک کامیون پر از مواد منفجره را به سمت دروازه‌های زرهی محوطه ای برای پیمانکاران غیرنظامی در نزدیکی فرودگاه کابل راند. ۳۰ نفر زخمی شدند، از جمله کودکان. | ۰         | ۳۰      |
| لیبی         | ژانویه ۷      | در بمب‌گذاری کامیون زلیتن، ستیزه‌جویان اسلامگرا یک کامیون بمب را در اردوگاه آموزشی پلیس الجحفال در شهر ساحلی زلیتن لیبی منفجر کردند. ۵۰+ مرده ۱۰۰+ زخمی | ۵۰+       | ۱۰۰+    |
| فرانسه       | ژانویه ۷      | در حملات ایستگاه پلیس پاریس در ژانویه ۲۰۱۶، یک اسلامگرا از مراکش که کمربند انفجاری تقلبی بر سر داشت، با استفاده از دستگاه برش گوشت به افسران پلیس حمله کرد. وی به ضرب گلوله کشته شد. | ۱         | ۰       |
| لیبی         | ژانویه ۷      | یک بمب‌گذاری در اتومبیل در ایست بازرسی در بندر نفتی رابی لانف در لیبی، هفت کشته و ۱۱ زخمی برجای گذاشت. | ۷         | ۱۱      |
| مصر          | ژانویه ۸      | در حمله ۲۰۱۶ هورگادا، دو شبه نظامی مسلح به یک سلاح غلیظ و یک شعله‌ور شدن سیگنال به هتل بلا ویستا حمله کردند. ۳ زخمی | ۰         | ۳       |
| فرانسه       | ژانویه ۱۱     | یک طرفدار ۱۵ ساله داعش ترکیه ای با قمه به معلم یکی از مدارس یهودیان در مارسی حمله کرد. ۱ زخمی | ۰         | ۱       |
| عراق         | ژانویه ۱۱     | افراد مسلح داعش جلیقه‌های انتحاری را در یک مرکز خرید منفجر کرده و دست کم ۲۰ کشته و بیش از ۴۰ نفر زخمی کردند. | ۲۰        | ۴۰+     |
| ترکیه        | ژانویه ۱۲     | در بمب‌گذاری ژانویه ۲۰۱۶ استانبول یک بمب‌گذار انتحاری داعش ۱۰ گردشگر را کشته و ۱۵ نفر دیگر را در مرکز تاریخی استانبول زخمی کرد. | ۱۱        | ۱۵      |
| اندونزی      | ژانویه ۱۴     | در حملات ۲۰۱۶ جاکارتا ۴ مهاجم در یک حمله تروریستی در جاکارتا ۲ نفر را کشته و ۲۴ نفر را زخمی کردند. این حمله با برنامه‌ریزی و تأمین مالی داعش در سوریه انجام شد. | ۲         | ۲۴      |
| سومالی       | ژانویه ۱۵     | در حمله ال الده، تروریست‌های الشباب به یک پایگاه ارتش اتحادیه آفریقا در ال-الدع حمله کردند. ۶۳+ کشته، چندین زخمی | ۶۳+       |         |
| بورکینافاسو  | ژانویه ۱۵     | در حمله اواگادوگو ۲۰۱۶ افراد مسلح اسلامگرا مسلح به سلاح‌های سنگین به رستوران کاپوچینو و هتل اسپلندید در اواگادوگو، پایتخت بورکینافاسو حمله کردند. ۲۰+ کشته ۱۵+ زخمی | ۲۰+       | ۱۵+     |
| پاکستان      | ژانویه ۲۱     | حداقل ۲۲ کشته در حمله به دانشگاه باچاخان، پاکستان. طالبان مسئولیت این حمله را برعهده می‌گیرند. | ۲۲        |         |
| سومالی       | ژانویه ۲۲     | حمله الشباب به رستوران کنار ساحل ۲۰ کشته برجای گذاشت. | ۲۰        |         |
| کامرون       | ژانویه ۲۵     | شورشیان مشکوک بوکوحرام در بازاری در کامرون خود را منفجر کردند و دست کم ۲۵ نفر را کشتند و ۶۲ نفر را زخمی کردند. | ۲۵        | ۶۲      |
| نیجریه       | ژانویه ۳۰     | افراد مسلح بوکوحرام به یک روستای نیجریه حمله کردند، حداقل ۶۵ نفر کشته و ۱۳۶ نفر دیگر زخمی شدند. | ۶۵        | ۱۳۶     |
| ساحل عاج     | مارس ۱۳       | در تیراندازی‌های سال ۲۰۱۶ گرند بسام افراد مسلح القاعده به ۳ هتل در شهر تفریحی ساحلی گرند باسام در ساحل عاج حمله کردند و ۱۸ کشته برجای گذاشت. | ۱۸        |         |
| عراق         | مارس ۲۰       | در انبار عراق، بمب‌گذاران انتحاری داعش دست کم ۲۴ نفر را در ساختمان شهرداری کشتند. | ۲۴        |         |
| بلژیک        | مارس ۲۲       | حملات مارس ۲۰۱۶ بروکسل شامل دو بمب‌گذاری انتحاری در فرودگاه بروکسل و یک بمب‌گذاری در مترو بروکسل است که منجر به ۳۵ کشته و بیش از ۳۰۰ زخمی شد. | ۳۵        | ۳۰۰+    |
| یمن          | مارس ۲۵       | سه بمب‌گذار انتحاری داعش با حمله به بازرسی‌های امنیتی در یمن من در شهر عدن ۲۶ کشته بر جای گذاشتند. | ۲۹        |         |
| عراق         | مارس ۲۵       | ۳۰ نفر کشته و ۹۵ نفر زخمی شدند که یک بمب‌گذار انتحاری خود را در یک استادیوم فوتبال در اسکندریه، جنوب بغداد منفجر کرد. داعش مسئولیت این حمله را بر عهده گرفت. | ۳۰        | ۹۵      |
| پاکستان      | مارس ۲۷       | بمب‌گذاری انتحاری لاهور ۲۰۱۶ مسیحیانی را هدف گرفت که در عید پاک در پارک گلشن اقبال جمع شده بودند. این انفجار توسط جماعت الاحرار، یک جناح پاکستان در طالبان، منجر به کشته شدن حداقل ۷۰ نفر و زخمی شدن ۳۰۰ نفر دیگر شد. | ۷۰        | ۳۰۰     |
| افغانستان    | آوریل ۱۹      | حمله کابل فروردین ۱۳۹۵ یک تیم امنیتی را که مسئول محافظت از افراد معتبر دولتی در کابل است، هدف قرار داد. در این حمله ۶۴ نفر کشته و ۳۴۷ نفر زخمی شدند. این بزرگ‌ترین حمله طالبان به یک منطقه شهری از سال ۲۰۰۱ تاکنون بوده‌است. | ۶۴        | ۳۴۷     |
| بنگلادش      | آوریل ۲۳      | مهاجمان یک استاد دانشگاه را در شهر راجشاهی، بنگلادش، کشتند. داعش مسئولیت این حمله را برعهده گرفت و اظهار داشت که آنها وی را «به جرم دعوت به بی‌دینی در شهر راجشاهی در بنگلادش» ترور کردند. | ۱         |         |
| بنگلادش      | آوریل ۲۵      | دو فعال حقوق همجنسگرایان در پایتخت بنگلادش، داکا، کشته شدند. یک گروه وابسته به القاعده مسئولیت حملات را بر عهده گرفت و اظهار داشت که آنها این دو را به دلیل «پیشگامان تمرین [کذا] و ترویج همجنس‌گرایی در بنگلادش» کشته‌اند. | ۲         |         |
| عراق         | مه ۱۱         | در حمله خودروی بمب‌گذاری شده به بازاری در بغداد دست کم ۴۰ نفر کشته و ۶۰ نفر زخمی شدند. داعش مسئولیت را بر عهده گرفت. | ۴۰        | ۶۰      |
| ایالات متحده | ژوئن ۱۲       | ۴۹ نفر در یک تیراندازی باشگاه شبانه اورلندو ۲۰۱۶ کشته و ۵۳ نفر زخمی شدند. در این حادثه، عمر ماتین، تیرانداز با چندین بار تماس تلفنی مشخص با پلیس و روزنامه نگاران، با داعش بیعت کرد. | ۴۹        | ۵۳      |
| فرانسه       | ژوئن ۱۴       | دو شهروند فرانسوی، یک افسر پلیس و همسرش در مگنانویل، فرانسه توسط مردی که با بیعت با داعش قسم خورده بود، با ضربات چاقو کشته شدند. | ۲         |         |
| اردن         | ژوئن ۲۱       | سرباز داعش به یک اردوگاه پناهجویان در یک پست ارتش اردن در نزدیکی رکبان نفوذ کرده و ۶ کشته و ۱۴ زخمی برجا گذاشت. داعش بعداً مسئولیت را به عهده گرفت. | ۶         | ۱۴      |
| پاکستان      | ژوئن ۲۲       | ترور امجد صبری، ادعا شده توسط گروهی متلاشی از پاکستان و طالبان که صبری را به کفر متهم کرد. | ۱         |         |
| ترکیه        | ژوئن ۲۸       | حمله در فرودگاه آتاتورک استانبول، متشکل از تیراندازی و بمب‌گذاری‌های انتحاری در ترمینال بین‌المللی ترمینال ۲ فرودگاه آتاتورک در استانبول، ترکیه علاوه بر سه مهاجم منجر به چهل و پنج کشته و بیش از ۲۳۰ نفر زخمی شد. | ۴۵        | ۲۳۰     |
| بنگلادش      | ژوئیه ۱       | حمله ۲۰۱۶ داکا - افراد مسلح ۲۰ گروگان را در محله ثروتمند گلشن ثنا داکا کشتند. سیزده گروگان نجات یافتند. دو افسر پلیس و شش تروریست کشته شدند. یک تروریست بازداشت شد. داعش مسئولیت را بر عهده گرفت، اما به گفته مقامات بنگلادش، این حمله توسط گروه مبارز بومی جماعت المجاهدین بنگلادش انجام شد. در ۲۷ اوت، پلیس بنگلاد سه شبه نظامی را متهم به ارتکاب حمله داکا کردند، از جمله تمیم احمد چودوری، شهروند ۳۰ ساله کانادایی متولد بنگلادش، که به عنوان "یکی از تأمین کنندگان اصلی بودجه و سلاح برای چندین حمله اخیر ". | ۲۶        |         |
| عراق         | ژوئیه ۳       | بمب‌گذاری ژوئیه ۲۰۱۶ بغداد در دو حمله بمبی هماهنگ بیش از ۳۰۰ نفر کشته و بیش از ۲۲۱ نفر زخمی شدند. | ۳۰۰+      | ۲۲۱+    |
| اندونزی      | ژوئیه ۴       | یک بمب‌گذار انتحاری با حمله به ایستگاه پلیس در جاوه مرکزی، خود را کشته و یک افسر پلیس را زخمی کرد. | ۱         | ۱       |
| عراق         | ژوئیه ۷       | یک حمله هماهنگ با بمب‌گذاران انتحاری اتومبیل، بمب‌گذاران انتحاری پیاده و افراد مسلح به مقبره محمد بن علی الهادی، یک مکان مقدس شیعه در بغداد، منجر به کشته شدن حداقل ۵۶ نفر و زخمی شدن ۷۵ نفر شد. | ۵۶        | ۷۵      |
| فرانسه       | ژوئیه ۱۴      | در جریان حمله حمله ۲۰۱۶ نیس، فرانسه ۸۷ نفر (از جمله محمد لاهوآی-بوهلل، عامل جنایت) کشته شدند. | ۸۷        | ۴۳۴     |
| آلمان        | ژوئیه ۱۸      | حمله به مسافران قطار وورتسبورگ ۲۰۱۶ پنج نفر را به شدت مجروح کرد، دو نفر به شدت، با چاقو و هچ در قطار در نزدیکی وورتسبورگ. مهاجم هنگام حمله به مأموران پلیس در حال ورود مورد اصابت گلوله قرار گرفت. | ۱         | ۵       |
| آلمان        | ژوئیه ۲۴      | یک بمب‌گذاری انتحاری در بیرون یک بار شراب در شهر Ansbach، آلمان، که در آن یک بمب‌گذار سعی در بمب‌گذاری یک جشنواره بزرگ موسیقی در آن زمان داشت. پس از انفجار، او ۱۵، ۴ را به شدت مجروح کرد. فیلم‌های زیادی از بیعت وی با داعش و ابوبکر البغدادی کشف شد. بمب‌گذار تنها فوتی بود. | ۱         | ۱۵      |
| فرانسه       | ژوئیه ۲۶      | گلوی کشیشی شکافته شد و چهار راهبه در کلیسایی در روئن، فرانسه به گروگان گرفته شدند. خبرگزاری آماق وابسته به داعش گفت «دو سرباز دولت اسلامی» این حمله را انجام داده‌اند. این دو تروریست توسط مقامات فرانسه به ضرب گلوله کشته شدند. یکی از این افراد توسط سرویس‌های اطلاعاتی فرانسه شناخته شده بود (طبق گزارش کانال تلویزیونی M6 فرانسه) و در لیست دیده‌بان ترور دولت فرانسه بود، معروف به لیست S. | ۳         |         |
| پاکستان      | اوت ۸         | انفجار اوت ۲۰۱۶ کویته - ۷۷ نفر بر اثر بمب‌گذاری انتحاری در یک بیمارستان دولتی در کویته، پاکستان کشته و بیش از ۱۰۰ نفر زخمی شدند. | ۷۷        | ۱۰۰+    |
| ایالات متحده | سپتامبر ۱۷–۱۹ | بمب‌گذاری نیویورک و نیوجرسی ۲۰۱۶ -سه بمب منفجر شد و چندین بمب منفجر نشده در منطقه شهری نیویورک پیدا شد. در این بمباران ۳۱ نفر زخمی شدند اما هیچ کشته یا مصدومیتی تهدید کننده زندگی گزارش نشده‌است. متعاقباً مرتکب جنایات متهم به تلاش برای رادیکالیزه کردن زندانیان زندان برای حمایت از عقاید خشن جهادگرایی اسلامی شد. | ۰         | ۳۱      |
| هند          | سپتامبر ۱۸    | حمله یوری ۲۰۱۶ - چهار شبه نظامی مسلح به مقر تیپ ارتش هند در منطقه یوری در منطقه بارامولا در ایالت جامو و کشمیر هند حمله کردند. ۱۸ سرباز در کمین کشته و ۱۹ نفر زخمی شدند. | ۱۸        | ۱۹      |
| ایالات متحده | نوامبر ۲۸     | حمله ۲۰۱۶ دانشگاه ایالتی اوهایو، ۱۱ نفر پس از حمله ماشین و چاقوکشی دسته جمعی در دانشگاه ایالتی اوهایو به دلیل جراحات در بیمارستان بستری شدند. عامل این امر، عبدالرزاق علی آرتان، یک پناهنده مسلمان سومالیایی و مقیم دائم قانونی ایالات متحده آمریکا بود. | ۰         | ۱۱      |
| پاکستان      | نوامبر ۱۲     | چهل و هفت نفر بر اثر بمبی در حرم شاه نورانی در بلوچستان کشته و ۱۰۰ نفر زخمی شدند. در اثر این درگیری که منجر به فرار مردم از انفجار بمب شد تعداد بیشتری کشته و زخمی شدند. داعش مسئولیت را بر عهده گرفت. | ۵۶        | ۱۰۲     |
| مصر          | دسامبر ۱۱     | یک بمب‌گذاری کلیسای جامع ارتدوکس قبطی سنت مارک و سنت پل (معروف به کلیسای ال بوتروسایا) در قاهره ۲۷ کشته و ۴۷ زخمی کرد. هویت بمب‌گذار محمود شفیق محمد مصطفی ۲۲ ساله بود. داعش مسئولیت را بر عهده گرفت. تا اوایل سال ۲۰۱۷، هشت مظنون در ارتباط با بمب‌گذاری دستگیر شدند. | ۲۹        | ۴۷      |
| آلمان        | دسامبر ۱۹     | حمله کامیونی ۲۰۱۶ بازار کریسمس برلین - در طی آن یک کامیون به بازار کریسمس جنب کلیسای یادبود قیصر ویلهلم در Breitscheidplatz در برلین منتقل شد، ۱۲ کشته و ۵۶ زخمی برجای گذاشت. | ۱۲        | ۵۶      |

### ۲۰۱۷
| مکان         | تاریخ      | شرح | کشته‌شدگان  | مجروحان |
| ------------ | ---------- | --- | ---------- | ------- |
| ترکیه        | ژانویه ۱   | حمله به کلوب شبانه استانبول ۲۰۱۷ - یک فرد مسلح دولت اسلامی در کلوپ شبانه رینا در استانبول به سوی مردم تیراندازی کرد. | ۳۹         | ۷۰      |
| عراق         | ژانویه ۲   | یک بمب‌گذار انتحاری با یک کامیون پر از مواد منفجره به یک بازار شیعه در بغداد حمله کرد. دولت اسلامی مسئولیت این حمله را برعهده گرفت و ادعا کرد که "اجتماع شیعیان" را هدف قرار داده‌است. | ۳۶         | ۵۲      |
| افغانستان    | فوریه ۸    | شبه نظامیان دولت اسلامی به کاروانی از امدادگران صلیب سرخ در شمال افغانستان حمله می‌کنند. کشتن ۶ و اسیر شدن ۲ نفر. | ۶          | ۰       |
| افغانستان    | فوریه ۱۱   | بمب‌گذار انتحاری خودروی طالبان هفت نفر را در بیرون از یک بانک در لشکرگاه کشته‌است. | ۷          | ۲۱      |
| پاکستان      | فوریه ۱۶   | در هنگام بمب‌گذاری انتحاری ۲۰۱۷ سیهون، یک بمب‌گذار انتحاری وارد سالن اصلی زیارتگاه لعل شهباز قلندر در سهوان شد و محموله خود را در میان ده‌ها نمازگزار منفجر کرد. | ۸۸         | ۱۰۰+    |
| عراق         | فوریه ۱۹   | در دو بمب‌گذاری انتحاری که به مناطقی که اخیراً از دولت اسلامی در شرق موصل بازپس گرفته شده‌اند، ۵ نفر کشته شدند. حمله اول یک ایست بازرسی ارتش را هدف قرار داد که منجر به کشته شدن سه سرباز و حمله دوم تجمع غیرنظامیان در منطقه تجاری معروف به "بانوی زیبای من" شد و دو نفر کشته شدند. | ۵          | ۰       |
| پاکستان      | فوریه ۲۱   | سه شبه نظامی هنگام حمله به تانگی، نزدیک مرز افغانستان، نارنجک دستی انداختند و آتش گشودند. دو نفر از آنها در جریان ۲۰ دقیقه جنگ مسلحانه با نیروهای امنیتی در دروازه خود را منفجر کردند، در حالی که نفر سوم قبل از اینکه جلیقه انفجاری خود را منفجر کند، توسط پلیس کشته شد. | ۷          | ۲۲      |
| مصر          | فوریه ۲۲   | دو شهروند قبطی (نام یک قوم مسیحی در مصر) روز چهارشنبه در داخل شهر العریش در سینای شمالی کشته شدند. گمان می‌رود این دو توسط شبه نظامیان گمنامی که مظنون به عضویت در گروه وابسته به داعش "استان سیناً هستند، ربوده شده‌اند. | ۲          | ۰       |
| افغانستان    | فوریه ۲۸   | ۱۲ پلیس در "حمله داخلی" در استان هلمند در جنوب افغانستان کشته شدند. یک نفوذی از طالبان، شبه نظامیان را به پاسگاه در لشکرگاه، پایتخت منطقه، اجازه داده‌است. | ۱۲         | ۰       |
| افغانستان    | مارس ۸     | در حمله ای که دولت اسلامی ادعا کرد افراد مسلح با لباس پزشکی به بیمارستان نظامی در پایتخت افغانستان کابل حمله کردند و بیش از ۴۰ نفر را کشتند. | ۴۰+        | ۵۰+     |
| عراق         | مارس ۸     | دو بمب‌گذار انتحاری خود را منفجر کردند و ۲۶ نفر را در یک مهمانی عروسی در روستایی در نزدیکی عراق و در تکریت کشتند. دولت اسلامی گفت که دو جنگجوی آن حمله را در روستای حجاج انجام داده‌اند. | ۲۶         | ۶۷      |
| انگلستان     | مارس ۲۲    | حمله ۲۰۱۷ وست‌مینستر - مردی با اتومبیل به سمت عابران پیاده در ضلع جنوبی پل وست مینستر سوار شد و ۴۹ نفر را زخمی کرد که ۴ نفر آنها کشنده بودند. | ۶          | ۴۹      |
| روسیه        | آوریل ۳    | حمله ۲۰۱۷ متروی سن پترزبورگ - یک بمب‌گذار انتحاری خود را در مترو سن پترزبورگ منفجر کرد. بمب‌گذار در قرقیزستان متولد شد و با اسلام گرایان تندرو ارتباط داشت. | ۵          | ۱۵      |
| سوئد         | آوریل ۷    | حمله ۲۰۱۷ استکهلم - یک پناهجوی رد شده ازبکستانی یک کامیون آبجو را به سرقت برده و به خیابان‌های شلوغ خیابان رفته تا هرچه بیشتر عابران پیاده را بدرقه کند. طبق شهادت وی، وی می‌خواست سوئد را تحت فشار قرار دهد تا حمایت خود را از جنگ با "دولت اسلامی" پایان دهد." | ۵          | ۱۵      |
| مصر          | آوریل ۹    | بمب‌گذاری‌های ۲۰۱۷ مصر - بمبگذاری کلیساهای یکشنبه نخل در کلیساهای مسیحی در تانتا و اسکندریه حداقل ۳۶ کشته و بیش از ۱۰۰ زخمی برجای گذاشت | ۴۷         | ۱۰۰+    |
| فرانسه       | آوریل ۲۰   | . تیراندازی ۲۰۱۷ به افسران پلیس پاریس - سه افسر پلیس و یک تماشاچی توسط یک مهاجم با اسلحه AK-47 در خیابان شانزه لیزه، بلوار خرید پاریس، مورد اصابت گلوله قرار گرفتند. در جریان این حادثه مهاجم به ضرب گلوله کشته شد. وی یادداشتی در دفاع از دولت اسلامی داشت و قبلاً تلاش کرده بود با مبارزان دولت اسلامی در عراق و سوریه ارتباط برقرار کند | ۲          | ۳       |
| انگلستان     | مه ۲۲      | بمب‌گذاری ۲۰۱۷ منچستر آرنا - یک بمب‌گذار انتحاری به کنسرت پاپ آریانا گراند با ۲۰ هزار مخاطب حمله می‌کند. مقامات فوراً سطح خطر تهدید را از ترس حمله دیگر به «مهم» منتقل می‌کنند. در ارتباط با این حمله ۲۲ نفر دستگیر شدند که همه آنها تا ۱۱ ژوئن بدون هیچ اتهامی آزاد شده بودند. | ۲۲         | ۱۲۹     |
| مصر          | مه ۲۶      | حمله ۲۰۱۷ منیا - یک فرد مسلح به کاروان حامل مسیحیان قبطی که از مگاغا در استان مینای مصر در حال مسافرت بودند، آتش گشود. | ۲۸         | ۲۲      |
| انگلستان     | ژوئن ۳     | حملات ژوئن ۲۰۱۷ لندن، حادثه ای بود که یک ون در پل لندن چندین عابر پیاده را زیر گرفت. در بازار بورو، سرنشینان ون قبل از اینکه توسط پلیس مورد اصابت گلوله قرار بگیرند، به چند نفر چاقو زدند. | ۱۱         | ۴۸      |
| فرانسه       | ژوئن ۶     | حمله ۲۰۱۷ به نوتردام - یک فرد تنها که چمدان‌هایی را در کوله پشتی خود حمل می‌کرد با چکش به افسری که از نوتردام پاریس محافظت می‌کرد حمله کرد. بعداً ویدئویی با بیعت با داعش پیدا شد. | ۰          | ۲       |
| ایران        | ژوئن ۷     | حملات ۱۳۹۶ تهران - مجلس شورای اسلامی و حرم روح‌الله خمینی. در اولین حملاتی که توسط داعش در ایران انجام شد، تهران هنگام حمله به پارلمان ایران و حرم روح‌الله خمینی توسط بمب‌گذاران انتحاری و تیم‌های مسلح هدف قرار گرفت. هر ۴ مهاجم پارلمان کشته شدند. | ۲۲         | ۴۳      |
| عراق         | ژوئن ۹     | مقامات عراق گفتند که دست کم ۳۰ نفر در یک بمب‌گذاری انتحاری در کربلا کشته شدند. این حمله توسط داعش ادعا شد. | ۳۰         | ۳۶      |
| مصر          | ژوئیه ۱۴   | حمله Hurghada 2017 - یک مهاجم با چاقو گردشگران خارجی را با چاقو ضرب کرد. | ۲          | ۴       |
| پاکستان      | اوت ۷      | یک کامیون حامل مواد منفجره به‌طور تصادفی در جاده باند در لاهور، پنجاب، پاکستان از کار افتاد. چند ساعت پس از حمله، درگیری بین ۷ تروریست و تیم CTD رخ داد که در آن ۴ تروریست به ضرب گلوله کشته شدند در حالی که ۳ نفر دیگر در تاریکی موفق به فرار شدند. تروریست‌ها به عنوان شبه نظامیان تحریک طالبان پاکستان شناسایی شدند. | ۲          | ۳۵      |
| اسپانیا      | اوت ۱۷–۱۸  | حمله ۲۰۱۷ بارسلونا – سه حمله جداگانه در بارسلونا (محل تصویر) باعث کشته شدن حداقل پانزده نفر و زخمی شدن بیش از صد نفر دیگر می‌شود. «مقامات معتقدند که این افراد در ۱۲ عضو سلول ترور اسلامی عضو هستند». این گروه ۱۲۰ کپسول گاز در دست داشت که آماده بمباران هدف اصلی بودند. | ۱۵         | ۱۲۰     |
| فنلاند       | اوت ۱۸     | حمله ۲۰۱۷ تورکو – ده نفر توسط یک پناهجوی مراکشی هجده ساله به نام ابدرحمان بوانانه با چاقو در تورکو چاقو خوردند. به گفته پلیس او یک مسلمان تنها رادیکال شده بود که تحت تأثیر داعش قرار داشت. دو نفر از قربانیان کشته شدند. پلیس به ضرب گلوله پلیس از ناحیه پا شلیک کرد و دستگیر شد. بعداً پلیس کشف کرد که مهاجم قصد حمله به مکانهای مختلف را نیز داشته‌است. سه مظنون دیگر، همه مراکشی، در رابطه با این حمله بازداشت شدند. وی به جرم تروریسم و قتل محکوم شد. اولین بار بود که دادگاه فنلاند حکم می‌داد که یک جرم یک عمل تروریستی است و نخست‌وزیر فنلاند چاقو کشی را اولین حمله تروریستی این کشور در تاریخ توصیف کرد. | ۲          | ۸       |
| انگلستان     | سپتامبر ۱۵ | بمبی که در کیسه پلاستیکی مواد غذایی پنهان شده در یک سطل قرار داشت، در ساعت ۸:۲۰ صبح در اوج عجله صبحگاهی در مترو لندن منفجر شد. بمب درست پس از کشیدن قطار به پارسونز گرین منفجر شد. دولت اسلامی ساعاتی بعد در پیامی در سایت خبری آماق خود اعلام کرد مسئولیت بمب سطل را اعلام کرده‌است که می‌گوید یک «گروه» از شاگردانش حمله را انجام داده‌اند. | ۰          | ۲۹      |
| ایالات متحده | اکتبر ۳۱   | حمله ۲۰۱۷ منهتن –مردی با حدود یک کیلومتر از مسیر دوچرخه سواری در پایین منهتن، شهر نیویورک با یک وانت سوار دوچرخه سواران و دوندگان شد. پس از خروج از وسایل نقلیه، راننده دو اسلحه به دست گرفته بود (بعداً مشخص شد که یک اسلحه پینت بال و یک تفنگ گلوله ای است). توسط پلیس از ناحیه شکم مورد اصابت گلوله قرار گرفت و دستگیر شد. یک پرچم داعش و سندی که روی آن نوشته شده باشد «این دوام خواهد آورد». یا «دولت اسلامی تا ابد پایدار خواهد ماند». به زبان عربی در کامیون پیدا شد. | ۸          | ۱۲      |
| مصر          | نوامبر ۲۴  | | ۳۰۵        | ۱۲۸     |
| مصر          | دسامبر ۲۹  | یک فرد مسلح قبل از اقدام به حمله به ساختمان، در بیرون کلیسایی در قاهره آتش گشود، دست کم هفت نفر کشته شدند. او قبلاً به سمت یک فروشگاه شلیک کرده بود و در آن دو نفر کشته شدند. وزارت کشور گفت که مغازه متعلق به یک قبطی بود و دو کشته مرد مسیحی بودند. دولت اسلامی مسئولیت این حملات را از طریق خبرگزاری Amaq خود بر عهده گرفت. | at least 9 | ۰       |

### ۲۰۱۸
| مکان        | تاریخ      | شرح | کشته‌شدگان | مجروحان   |
| ----------- | ---------- | --- | --------- | --------- |
| عراق        | ژانویه ۱۵  | انفجار ژانویه ۲۰۱۸ بغداد. | ۳۸        | ۱۰۵       |
| افغانستان   | ژانویه ۲۰  | حمله به هتل انترکانتیننتال ۱۳۹۶ کابل. | ۴۰        | ۲۲        |
| افغانستان   | ژانویه ۲۴  | حمله ۱۳۹۶ دفتر نجات کودکان جلال‌آباد | ۶         | ۲۷        |
| افغانستان   | ژانویه ۲۷  | بمب‌گذاری آمبولانس ۱۳۹۶ کابل. | ۱۰۳       | ۲۳۵       |
| روسیه       | فوریه ۱۸   | تیراندازی کلیسای قزلیار | ۶         | ۵         |
| سومالی      | فوریه ۱۸   | حملات فوریه ۲۰۱۸ موگادیشو. | ۴۵        | ۳۶        |
| بورکینافاسو | مارس ۲     | حمله ۲۰۱۸ بورکینافاسو | ۳۰        | ۸۵        |
| افغانستان   | مارس ۲۱    | بمب‌گذاری نوروز ۱۳۹۷ کابل-حمله انتحاری. | ۳۳        | ۶۵        |
| فرانسه      | مارس ۲۳    | بحران حمله به گروگان کارکاسون و تربس. | ۵         | ۱۵        |
| سومالی      | آوریل ۱    | حمله به پایگاه اتحادیه آفریقا در Bulo Marer. | ۵۹ (+۳۰)  | نامشخص    |
| افغانستان   | آوریل ۲۲   | حمله انتحاری ۲ ثور ۱۳۹۷ کابل-حمله انتحاری. | ۶۹        | ۱۲۰       |
| افغانستان   | آوریل ۳۰   | بمب‌گذاری ۱۰ ثور ۱۳۹۷ کابل | ۲۹        | ۵۰        |
| نیجریه      | مه ۱       | بمب‌گذاری انتحاری ۲۰۱۸ موبی | ۸۶        | ۵۸        |
| لیبی        | مه ۲       | حمله سال ۲۰۱۸ به کمیسیون عالی انتخابات ملی در طرابلس، لیبی | ۱۶        | ۲۰        |
| فرانسه      | مه ۱۲      | حمله با چاقو در پاریس (مه ۲۰۱۸) | ۲         | ۴         |
| اندونزی     | مه ۱۳      | حملات انتحاری ۲۰۱۸ سورابایا-حمله انتحاری. | ۲۵        | ۵۵        |
| بلژیک       | مه ۲۹      | حمله ۲۰۱۸ لیژ | ۴         | ۴         |
| افغانستان   | ژوئیه ۱    | Jجولای ۲۰۱۸ بمب‌گذاری انتحاری جلال‌آباد | ۲۰        | ۲۰        |
| پاکستان     | ژوئیه ۱۰   | بمب‌گذاری انتحاری ۲۰۱۸ پیشاور | ۲۲        | ۷۵        |
| پاکستان     | ژوئیه ۱۳   | بمب‌گذاری ۲۰۱۸ کویته | ۱۵۴       | ۲۲۳       |
| تاجیکستان   | ژوئیه ۲۹   | حمله تروریستی ۲۰۱۸ علیه دوچرخه سواران در تاجیکستان - مهاجمان با دوچرخه سوار دوچرخه سواران آمریکایی و اروپایی در منطقه ختلون، سپس با چاقو و تبر به آنها حمله کردند. چهار دوچرخه سوار کشته و دو نفر زخمی شدند. حداقل یک مهاجم مظنون در هنگام مقاومت در برابر دستگیری کشته شد و حداقل یک نفر دیگر بازداشت شد.                                                                                            | ۴         | ۲         |
| اردن        | اوت ۱۲     | یک انفجار در حوالی یک وانت پلیس باعث کشته شدن یک افسر و زخمی شدن شش نفر دیگر در شهر فوهیس شد. نیروهای امنیتی مهاجمان را شکار کرده و آنها را در ساختمانی در شهر نمک محاصره کردند. مقامات اردن ادعا کردند که مهاجمان از دولت اسلامی حمایت می‌کنند، اما ارتباطی با این سازمان ندارند. | ۵         | دست کم ۲۶ |
| هلند        | اوت ۳۱     | یک جوان ۱۹ ساله افغان، با اجازه اقامت آلمان، در ایستگاه مرکزی آمستردام با چاقو دو گردشگر آمریکایی را چاقو زد. پس از حمله توسط پلیس هلند در پایین بدن خود مورد اصابت گلوله قرار گرفت و دستگیر شد. قربانیان با جراحات جدی در بیمارستان باقی ماندند. پلیس آلمان به درخواست همکاران هلندی خود در خانه این مرد جستجو کرد و چندین حامل داده را توقیف کرد.                                                   | ۰         | ۲         |
| ایران       | سپتامبر ۲۲ | حمله به رژه نظامی در اهواز -ستیزه‌جویانی که لباس خاکی پوشیده بودند به رژه نظامی ایران در اهواز شلیک کردند. داعش این حمله را ادعا کرد. | دست کم ۲۴ | ۲۰        |
| مصر         | نوامبر ۲   | شبه نظامیان اسلامی سه اتوبوس حامل زائران مسیحی را که از صومعه ای دورافتاده مسیحی قبطی برمی‌گشتند، کمین کرده و آتش گشودند. مقامات مصر گفتند که ۷ نفر کشته و ۱۹ نفر زخمی شده‌اند. دولت اسلامی محلی که مسئولیت آن را به عهده گرفت گفت که ۱۳ مسیحی کشته و ۱۸ نفر دیگر زخمی شدند. | ۷         | ۱۹        |
| استرالیا    | نوامبر ۹   | حمله با چاقو ۲۰۱۸ ملبورن - مردی از اصالت سومالیایی، در ملبورن اتومبیلی را به آتش کشید و سه نفر را با ضربات چاقو - که یک نفر منجر به مرگ بود - کرد. وی پس از رویارویی با افسران در خیابان شلوغ شهر به ضرب گلوله کشته شد. داعش مسئولیت حمله چاقو را از طریق رسانه‌های خود به عهده گرفته بود، اما مقامات استرالیا گفتند که وی فقط از این گروه الهام گرفته‌است و به نظر نمی‌رسد که ارتباط مستقیم داشته باشد. | ۱         | ۲         |
| مراکش       | دسامبر ۱۷  | قتل‌های لوئیزا وستراگر یسپرسن و مارن اولاند - دو زن سیاح اسکاندیناویایی، یک دانمارکی و یک نروژی، کشته شده، یکی سر او را بریده‌اند، در نزدیکی ایملیل در کوه‌های اطلس، قاتلان از عمل خود فیلمبرداری کردند در حالی که این دو زن را به عنوان «دشمنان خدا» معرفی کردند و گفتند اعمال اراده خدا بود. چهار مظنون به جرم قتل دستگیر شدند و مقامات مراکش گفتند که آنها قبل از قتل با دولت اسلامی بیعت کرده بودند. | ۲         | ۰         |

### ۲۰۱۹
| مکان      | تاریخ     | شرح | کشته‌شدگان | مجروحان |
| --------- | --------- | --- | --------- | ------- |
| کنیا      | ۱۵ ژانویه | حمله به هتل نایروبی ۲۰۱۹ - ستیزه‌جویان الشباب به هتل DusitD2 در نایروبی حمله کردند که باعث کشته شدن بسیاری از افراد شد. | حداقل ۲۱  | ۰       |
| فیلیپین   | ۲۷ ژانویه | بمب‌گذاری ۲۰۱۹ کلیسای جامع جولو - در ۲۷ ژانویه ۲۰۱۹، دو بمب در کلیسای جامع بانوی ما کوه کارمل، جولو منفجر شد، حداقل ۲۰ نفر در حمله کشته و بسیاری دیگر زخمی شدند، که درست در هنگام جمع شدن نمازگزاران برای یکشنبه برگزار شد. . دولت اسلامی مسئولیت را بر عهده گرفت. | حداقل ۲۰  | ۱۰۲     |
| سری لانکا | ۲۱ آوریل  | بمب‌گذاری‌های ۲۰۱۹ سری‌لانکا - در یکشنبه عید پاک، سه کلیسا در سراسر سریلانکا و سه هتل لوکس در پایتخت تجاری کلمبو بمب‌گذاری شد. بعداً همان روز، انفجارهای کوچکتر در یک مجتمع مسکونی و یک مهمانسرا رخ داد. چندین شهر در سریلانکا هدف حمله قرار گرفتند. دست کم ۲۵۳ نفر کشته شدند، از جمله حداقل ۳۵ تبعه خارجی و سه افسر پلیس و حداقل ۵۰۰ نفر در بمب‌گذاری‌ها زخمی شدند. وزیر بهداشت راجیتا سناراتنه تأیید کرد که همه بمب افکن‌ها شهروندان سریلانکا بوده و با National Thowheed Jama'ath (NTJ)، یک گروه اسلام‌گرای رادیکال مبارز محلی، مرتبط هستند اما مشکوک به ارتباطات خارجی هستند. چندین آژانس اطلاعاتی خارجی از احتمال بالای حمله خبر داده بودند. | ۲۵۹       | ۵۰۰+    |
| سری لانکا | ۲۷ آوریل  | آوریل ۲۰۱۹ تیراندازی کالمونای - در ۲۷ آوریل ۲۰۱۹، نیروهای امنیتی سریلانکا و شبه نظامیان از National Thowheeth Jama'ath که به داعش مرتبط بودند، پس از حمله نیروهای امنیتی به خانه امن شبه نظامیان درگیر شدند. شانزده نفر، از جمله شش کودک، در حین حمله جان خود را از دست دادند که سه عامل انتحاری در گوشه خود منفجر شدند | ۱۶        | ۲       |
| فرانسه    | ۲۴ مه     | انفجار در خارج از یک نانوایی در مرکز شهر لیون، فرانسه باعث خسارت و زخمی شدن ۱۳ نفر. مظنون، والدین و خواهر و برادرش دستگیر شدند. مظنون مهاجر از الجزایر است که دارای تبلیغات جهادی است. | -         | ۱۳      |
| فیلیپین   | ۲۶ مه     | در ۲۶ مه ۲۰۱۹، شبه نظامیان ابوسیاف که با دولت اسلامی در ارتباط است به گروهی از سربازان در جزیره جولو حمله کردند. شش ستیزه‌جو از گروه شورشی و دو کودک کشته شدند. علاوه بر این، پنج سرباز و دو غیرنظامی زخمی شدند. | ۷         | ۲       |
| انگلستان  | ۲۹ نوامبر | خنجر زدن با پل پل لندن ۲۰۱۹ - در تاریخ ۲۹ نوامبر، عثمان خان، تروریست اسلامگرا، مردم را در پل لندن چاقو زد. قبل از اینکه توسط عابران پیاده‌روی وارد درگیر بشود، توسط پلیس به ضرب گلوله کشته شد. | ۲         | ۳       |

## دهه ۲۰۲۰

### ۲۰۲۰
| محل       | تاریخ     | شرح | کشته‌شدگان   | صدمات  |
| --------- | --------- | --- | ----------- | ------ |
| افغانستان | ۲۵ مارس   | حمله گوردوارای کابل - حدود ساعت ۷:۴۵ صبح (به وقت محلی ) افراد مسلح داعش (داعش) در ۲۵ مارس ۲۰۲۰ به یک اجتماع مذهبی سیک که ده‌ها گروگان را در کابل می‌گرفت حمله کردند. حداقل ۲۵ نفر کشته شدند. پس از شش ساعت جنگ ۸۰ گروگان نجات یافتند. | ۲۵          | -      |
| فیلیپین   | ۲۴ اوت    | بمب‌گذاری‌های جولو ۲۰۲۰ - در ۲۴ اوت ۲۰۲۰، یک بمب موتورسیکلت در یک خیابان شلوغ در جولو، سولو منفجر شد. همزمان با واکنش پلیس و ارتش، یک زن انتحاری بمب دوم را منفجر کرد و دست کم ۱۴ نفر کشته و ۷۵ نفر زخمی شدند. دولت اسلامی مظنون است که در پشت این بمب‌گذاری‌های دوقلو قرار دارد. | ۱۴          | ۷۵     |
| فرانسه    | ۱۶ اکتبر  | قتل ساموئل پتی - در ۱۶ اکتبر، یک معلم مدرسه راهنمایی توسط یک چچنی ۱۸ ساله سر بریده شد. این معلم قبلاً کاریکاتورهای محمد، پیامبر اسلام از چارلی ابدو نشان داده بود. مهاجم سر بریده شده معلمش را در توییتر ارسال کرد. | ۱           | -      |
| فرانسه    | ۲۹ اکتبر  | حمله با چاقو در نیس - در تاریخ ۲۹ اکتبر، ۳ نفر در نوتردام دو نیس کشته شدند، یکی از قربانیان سر بریده شد. | ۳           |        |
| اتریش     | ۲ نوامبر  | حملات ۲۰۲۰ وین - در ۲ نوامبر، حداقل ۴ نفر در وین کشته شدند، یکی از عاملان آن کشته شد. تیراندازی چهار ساعت قبل از شروع نیمه شب و شروع قرنطینه در سراسر کشور انجام شد. اداره پلیس وین تأیید کرد که مهاجمی که کشته شد یکی از هواداران داعش بوده و انگیزه این حمله افراط گرایی اسلامی است. | ۴           | ۱۵     |
| موزامبیک  | ۱۰ نوامبر | به گفته رسانه‌های محلی، گروه‌های مبارز اسلامی ۵۰ نفر را در شمال موزامبیک سر بریده‌اند. گزارش‌های دیگر حاکی از آن است که ستیزه‌جویان یک زمین فوتبال را به «محل اعدام» در یک روستا تبدیل کرده‌اند، و در آن زمین سرها را بریده و تکه‌تکه می‌کنند. رسانه‌های دولتی گزارش دادند که چندین نفر در یک روستای دیگر سر بریده شده‌اند. این شبه نظامیان با گروه دولت اسلامی (داعش) در ارتباط هستند. گفته می‌شود افراد مسلح جمعه شب وقتی به روستا هجوم بردند و شلیک هوایی کردند و فریاد «الله اکبر» فریاد زدند. گفته می‌شود که تعدادی از زنان روستا نیز ربوده شده‌اند و روستاییانی که قصد فرار داشتند را به زمین فوتبال محل اعدام منتقل کردند. گفته می‌شود که اعدامها و قمه زنی‌ها از شنبه تا یکشنبه ادامه داشته‌است. | بیشتر از ۵۰ | نامشخص |

### ۲۰۲۱
| محل       | تاریخ     | شرح | کشته‌شدگان | صدمات |
| --------- | --------- | --- | --------- | ----- |
| پاکستان   | ۳ ژانویه  | حمله بلوچستان پاکستان - داعش مسئولیت کشتن ۱۱ معدنچی در بلوچستان پاکستان را بر عهده گرفت. روز شنبه کارگران را ربودند و به کوهی بردند. دستان قربانیان بسته شده بود و اجساد تکه‌تکه شده آنها در کف یک کلبه پیدا شد. | ۱۱        | -     |
| عراق      | ۲۱ ژانویه | داعش مسلمانان شیعه را در یک بازار پوشاک در میدان طیاران بغداد هدف قرار داد که منجر به محکومیت گسترده توسط دولت‌ها و مردمان مختلف جهان شد. | ۳۲        | ۱۱۰   |
| مالدیو    | ۶ می      | در ۶ مه سال ۲۰۲۱ سوء قصدی علیه محمد نشید، رئیس مجلس خلق مالدیو و رئیس‌جمهور پیشین این کشور در نزدیکی خانه اش هنگام سوار شدن در خودروی شخصی خود در ماله انجام شد. در ساعت ۰۰:۰۹ (به وقت محلی) یک بمب دست‌ساز که روی یک موتورسیکلت جاسازی شده بود، منفجر گردید. نشید و چهار نفر دیگر بر اثر این بمبگذاری شدیداً مجروح شدند. ابراهیم محمدصلح، رئیس‌جمهوری مالدیو روز جمعه و در یک نطق تلویزیونی اعلام کرد مأموران پلیس استرالیا برای تحقیق دربارهٔ ابعاد و یافتن مسئولان این بمب‌گذاری وارد ماله می‌شوند. | -         | ۵     |
| افغانستان | ۸ می      | بمب‌گذاری مکتب سیدشهداء کابل ۱۴۰۰؛ این حمله حدوداً ساعت ۴:۲۷ بعدازظهر روز شنبه در مقابل مکتب «سیدالشهدا» واقع در دشت برچی، منطقه ای عمدتاً شیعه نشین و هزاره در غرب کابل، افغانستان رخ داد. این حمله زمانی رخ داده‌است که دانش‌آموزان دختر مکتب سیدالشهدا در حال خارج شدن از مکتب بودند. در این حمله تروریستی ابتدا یک ماشین بمب‌گذاری شده منفجر و در ادامه آن دو انفجار دیگر پی هم اتفاق افتاد که به گفته شاهدان عینی ناشی از انفجار خمپاره بوده‌است. اکثر قربانیان دختران ۱۳ تا ۱۵ ساله بودند. دولت افغانستان طالبان و داعش را مقصر این حملات دانست اما طالبان دست داشتن در این حمله را رد کرده و خود دولت را در این قضیه دخیل دانست. | +۱۰۰      | ۲۴۰   |
| آلمان     | ۲۵ ژوئن   | در ۲۵ ژوئن ۲۰۲۱، حدود ساعت ۱۷ (به وقت محلی) یک چاقوزنی دسته جمعی در وورزبورگ، آلمان رخ داد. مهاجم سه غیرنظامی را کشت و هفت نفر دیگر را زخمی کرد. دقایقی بعد پلیس به مظنون تیراندازی کرد و او را دستگیر کرد. این حمله سه نفر کشته و هفت نفر دیگر زخمی شدند. متوفیان همگی زن بودند و در اولین ضربات چاقو در مغازه همگی کشته شدند. آنها به عنوان یک مرد ۸۲ ساله شناسایی شدند که در هنگام دفاع از کودکی که مهاجم قصد داشت با چاقو به او ضربه بزند، کشته شد. یک برزیلی ۴۹ ساله که در اوایل سال ۲۰۲۱ به آلمان نقل مکان کرد و در حین دفاع از فرزندش کشته شد. و یک جوان ۲۴ ساله که هنگام خرید لباس در مغازه برای عروسی دوستش کشته شد. یک پناهجوی کرد ایرانی هم در این حمله زخمی شد. مظنون مردی ۲۴ ساله متولد موگادیشو، پایتخت سومالی بود و هنگام ارتکاب حمله فریاد الله اکبر سر داده و پس از دستگیری این حمله را جهاد خوانده بود. | ۳         | ۷     |
| افغانستان | ۲۶ اوت    | حمله ۱۴۰۰ میدان هوایی کابل؛ دولت اسلامی عراق و شام – ولایت خراسان مسئولیت دو حمله انتحاری در نزدیکی میدان هوایی بین‌المللی حامد کرزی را بر عهده گرفت و عامل آن را به عنوان عبدالرحمن ال‌لوگری نامید. ۱۳ نظامی آمریکایی و حداقل ۱۶۹ افغان در این حملات کشته شدند. | +۱۸۴      | +۲۰۰  |
| نیوزلند   | ۳ سپتامبر | در ۳ سپتامبر سال ۲۰۲۱ یکی از حامیان داعش در شهر اوکلند نیوزلند، شش نفر را قبل از تیراندازی توسط پلیس هدف ضربات چاقو قرار داد. مقامات گفتند که مهاجم در سال ۲۰۱۱ به نیوزیلند آمد و در اکتبر ۲۰۱۶ به یکی از افراد مورد علاقه تبدیل شد. | ۱         | ۶     |
| افغانستان | ۸ اکتبر   | بمب‌گذاری مسجد کندز در سال ۱۴۰۰؛ ۸ اکتبر ۲۰۲۱، یک بمب‌گذاری انتحاری داعش-ولایت خراسان در مسجد شیعیان گذر سیدآباد در شهر قندوز افغانستان هنگام اقامه نماز هفتگی ظهر جمعه رخ داد. بیش از ۵۰ نفر کشته و ۱۰۰ نفر دیگر زخمی شدند، اما بر اساس برآورد مأموریت کمک سازمان ملل متحد در افغانستان، بیش از ۱۰۰ نفر کشته و زخمی شده‌اند. | +۵۵       | ۱۴۳   |
| افغانستان | ۱۵ اکتبر  | بمب‌گذاری ۲۰۲۱ قندهار - یک بمب‌گذاری انتحاری در مسجد امام بارگاه، معروف به مسجد فاطمه، مسجد شیعیان در هنگام نماز جمعه قندهار، افغانستان رخ داد. در این حمله که یک هفته پس از بمب‌گذاری در مسجد کندز رخ داده بود، حدود ساعت ۱۳:۰۰ به وقت محلی، ۴ بمب‌گذار به دروازه مسجد رسیدند که دو نفر از آنها خود را منفجر کردند و راه را برای همدستان خود باز کردند، که حمله تروریستی را در میان حدود ۳۰۰۰ نمازگزار داخل مسجد ادامه دادند و دو بمب دیگر را منفجر کردند. گروه دولت اسلامی عراق و شام – ولایت خراسان طی بیانیه ای در خبرگزاری اعماق مسئولیت این حمله را بر عهده گرفت. | ۶۵        | +۷۰   |